# Wayapopihíwi
Koordinaten: 6° 7′ 15″ N, 69° 27′ 1″ W

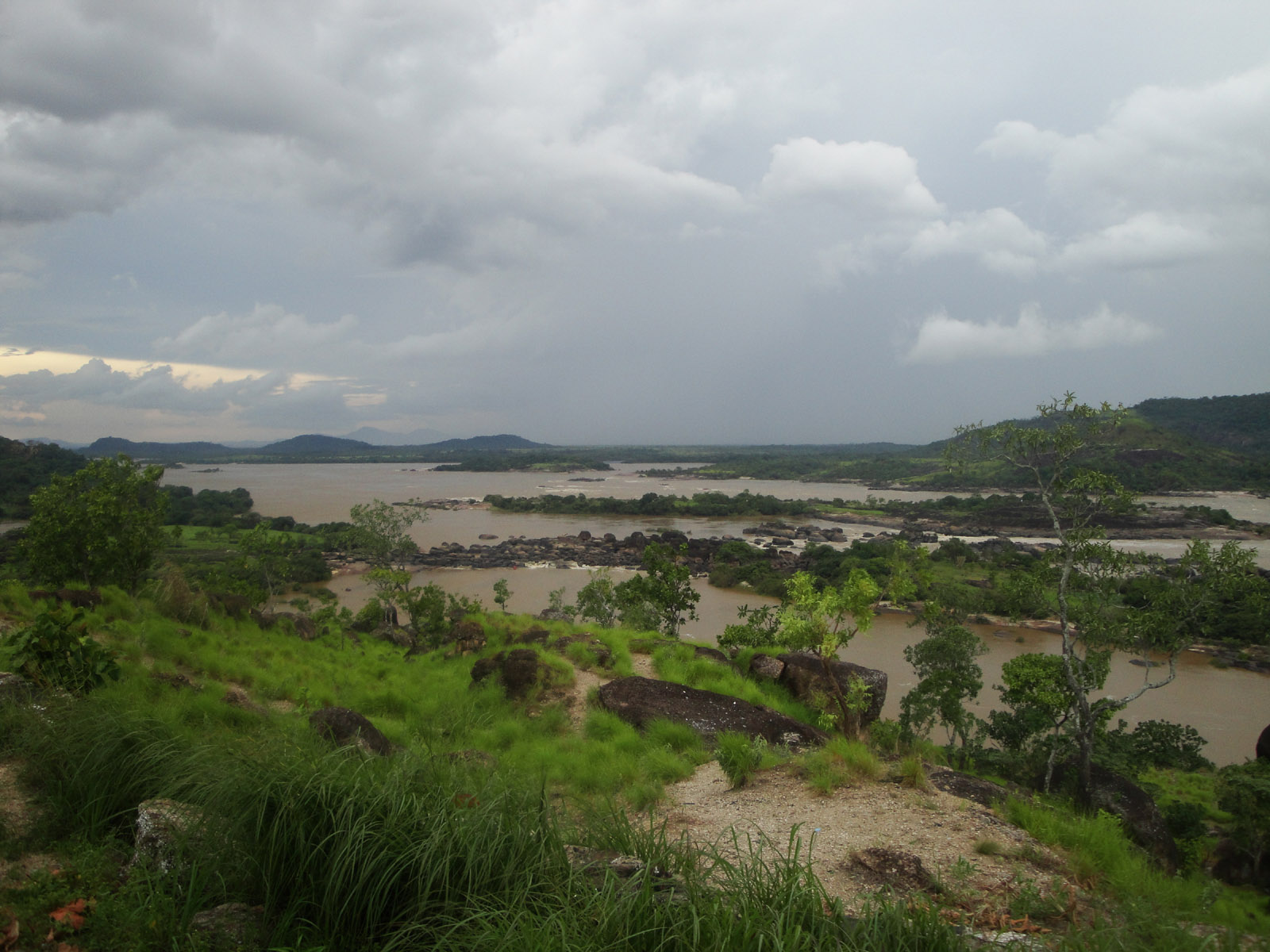
Landschaft am Orinoko

Die Wayapopihíwi sind eine indigene Nation in Kolumbien und Venezuela. Diese „Menschen der Savanne“ sprechen arawakisch und werden regional zu den Orinoko-Parima-Kulturen gezählt. Die lange Zeit äußerst wanderfreudigen und gegen westliche Einflüsse widerstandsfähigen Híwi, deren Bevölkerung zu Beginn des 3. Jahrtausends auf ca. 20.000 Menschen geschätzt wird, sind mittlerweile überwiegend sesshaft geworden und werden zunehmend, vor allem kulturell, mestizisiert. Ihre traditionelle Weltsicht war ursprünglich animistisch, die religiösen Rituale werden von Ritualexperten ausgeführt, ihre Sozialstruktur ist immer noch matrilinear geordnet.

## Bezeichnung
Sie selbst nennen sich Wayapopihíwi (= „Menschen der Savanne“), wobei „Híwi“ Menschen bedeutet. Die Wayapopihíwi werden in der ethnologischen Literatur als Guahibo oder Guajibo, ansonsten Cuiva, Gaivo, Goahiva, Guagiva, Guaiva, Guajivo, Guaigua, Guayba, Guayva, Híwi, Jivi, Jiwi, Sicuani, Sikuani und Wahibo genannt, – alle sind Fremdbezeichnungen. Die Namen „Guahibo“, „Guajibo“ etc. sind abgeleitet von „guajibear“ oder „cuivear“, womit die sonntäglichen Schießübungen kolumbianischer und venezolanischer Viehzüchter auf die Indigenas gemeint sind, die nach dem Massaker an den Híwi im Dezember 1967 im kolumbianischen Grenzort La Rubiera erst 1972 nach mehreren Gerichtsurteilen verboten wurden. Der Name „Sikuani“ ist abwertend und wird von den Híwi als Beleidigung empfunden. „Cuiva“ werden die „wilden“, nomadisierenden, noch nicht an die Lebensweise der Criollos angepassten Híwi, wie die Rio Tomo Guahibo, genannt. „Híwi“ und „Wahibo“ sind Kurzformen von „Wayapopihíwi“.

## Sprache
Guahibo (ISO 639: GUH) gehört zu den Arawak-Sprachen und wird aufgeteilt in Wüinpumuin (nordöstliche Region) und in Wopumuin (südöstliche Region), obwohl sich die beiden Sprachgruppen untereinander verstehen. Es existieren Dialekte wie: Guahibo (Sikuani), Amorua (Río Tomo Guahibo) und Tigrero. Sie haben ihre eigene Sprache bereits weitgehend verloren und durch Spanisch ersetzt. Trotz 55 % Analphabeten, gibt es eine Guahibo-Literatur, eine Zeitung in Guahibo, Wörterbücher und eine Grammatik. Die Sprache der Híwi gehört zu den Idiomen Venezuelas, die bis zum Jahr 2000 nicht eindeutig klassifiziert werden konnten.

## Demographie

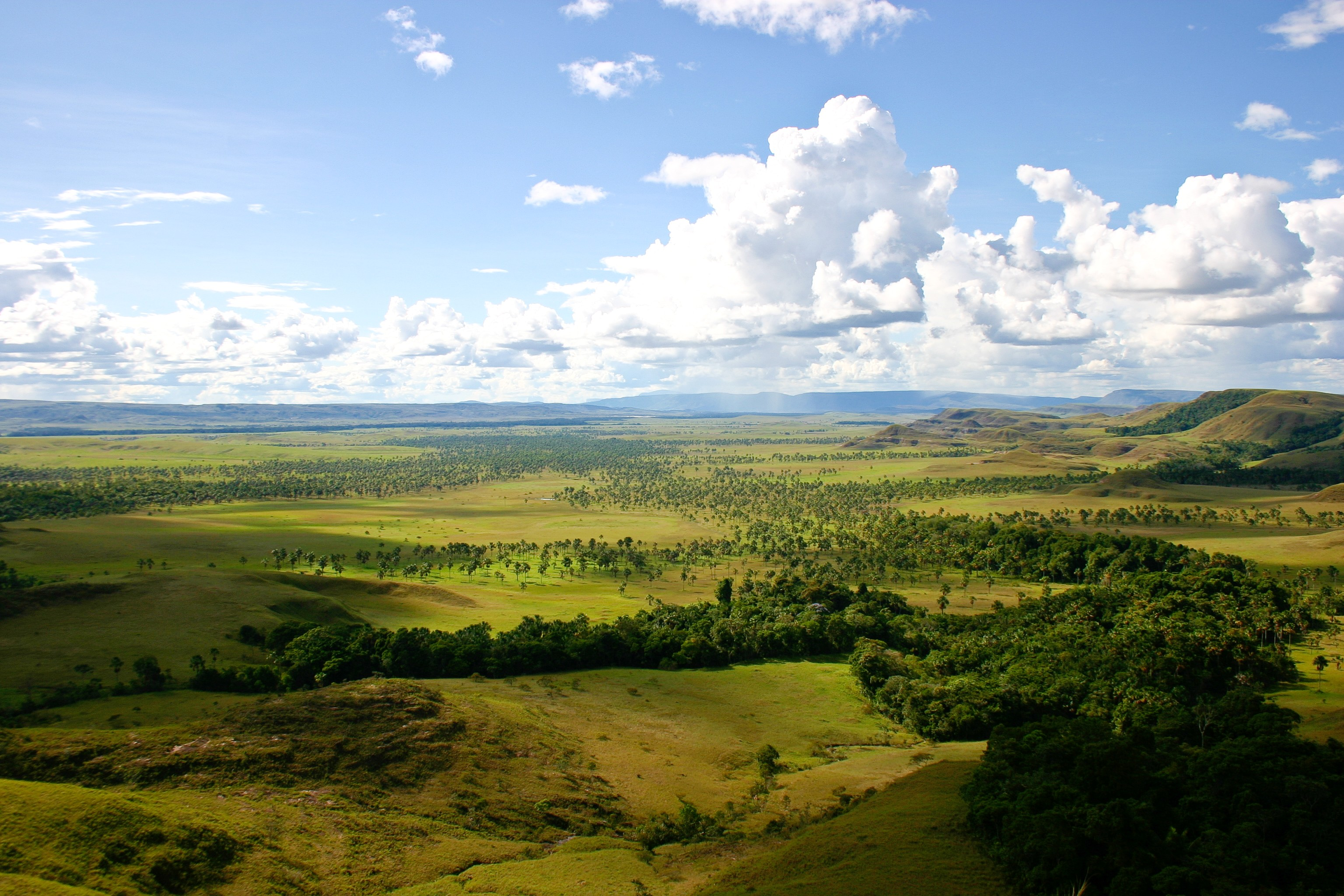
Llanos-Landschaft in Venezuela

Eine umfassende Volkszählung wurde nie vorgenommen. Es wird angenommen, dass das Volk der Híwi maximal 20.000 Stammesmitglieder umfasst, wovon ca. 6000 in Venezuela leben. Mitte der 1970er Jahre wurden allein 4000 in Puerto Ayacucho gezählt. Die meisten von ihnen leben jedoch an den Flussläufen der grasbewachsenen Savannen (Llanos) des Orinokobeckens. Die Híwi sind somit, neben den Yanomami, eine der bevölkerungsreichsten Ethnien der Region.
Zählungen um die 100.000 Stammesmitglieder beinhalten die Wayúu auf der Guajira-Halbinsel im Norden, die mit den Híwi kulturell eng verwandt sind. In den Jahren 1938 und 1981 wurden ca. 47.000 Híwi und Wayúu in Kolumbien und 60.000 in Venezuela gezählt. Über zwei Drittel leben außerhalb ihres angestammten Siedlungsgebiets, in Maracaibo oder in anderen Gebieten – wobei die verwandten Wayúu und Wayapopihíwi nicht auseinandergehalten werden konnten.
Ihr Gebiet wurde vormals von verschiedenen Ethnien bewohnt, die mittlerweile verschwunden sind oder von den Híwi assimiliert wurden. Die heutigen Untergruppen stellen womöglich die Nachkommen von unterschiedlichen ethnischen Verbindungen dar.

### Reservatspolitik in Kolumbien
In Kolumbien zählte man in den Reservaten Anfang der 1990er Jahre: 78 Wayapopihíwi in Cano Negro, 239 in Corocito-Yopalito-Gualabo, 2.500 in San Rafael, Abariba und Ibibi, 241 in Vencedor, Piriri und Guamito y Matanegra, 375 in El Tigre, 82 in Cano Jabòn, 77 in Cano Ovejas, 205 am Rio Siare, 3.500 in El Unuma, 729 in Saracure y Rio Cada, 702 in Cano Cavasi, 877 in Rios Muca y Guarrojo, 580 in Canos Cuna Tsepajibo Warracha, 803 in Santa Teresita del Tuparro, 608 in Rios Tomo Weberi, 259 in San Luis del Tomo, 216 in La Pascua, 149 in La Llamura, 3.347 in Santa Rita, 60 in Gano Claro, 118 in Egua Guariacana, 446 in Atama Pirariami, 68 in Cenareros, 59 in Macarieros, 709 in Roqueros, 26 in Puyeros, 65 in Parreros, 53 in Julieros 7 Velasqueros, 105 in Cano Guaripa, 27 in Cano La Hormiga, 43 in Cano Buchaco, 116 in Merey La Veraita, 294 in Guacamayas-Mamiyare, 158 im Reservat Laguna Anguilla-La Maracena, 102 in Arrecifal, 242 in Barranquito Laguna Colorado, 86 in Carrizal, 350 in Carpintero Palomas, 172 in El Vigía, 91 in Campoalegre y Ripialito, 74 im Reservat La Laguna Curvina-Sapuara, 112 in Sejalito-San Bernio und 70 in La Esmeralda.

## Siedlungsgebiet

### Geographie
Die Wayapopihíwi leben heute überwiegend in Dörfern nordwestlich von Puerto Ayacucho, entlang der venezolanisch-kolumbianischen Grenze, am Río Meta, entlang zu den Oberläufen des Río Ariporo, nördlich der Río-Apure-Mündung und des Río Capanaparo bis hinauf zur Guajira-Halbinsel, wo die mit ihnen verwandten Wayúu ansässig sind. Kleine Gruppen leben Orinoko-abwärts bei La Urbana, andere nördlich der Mündung des Río Apure oder in einer waldreichen Gegend am Río Manapiare, einem Nebenfluss des Río Ventuari.

### Klima

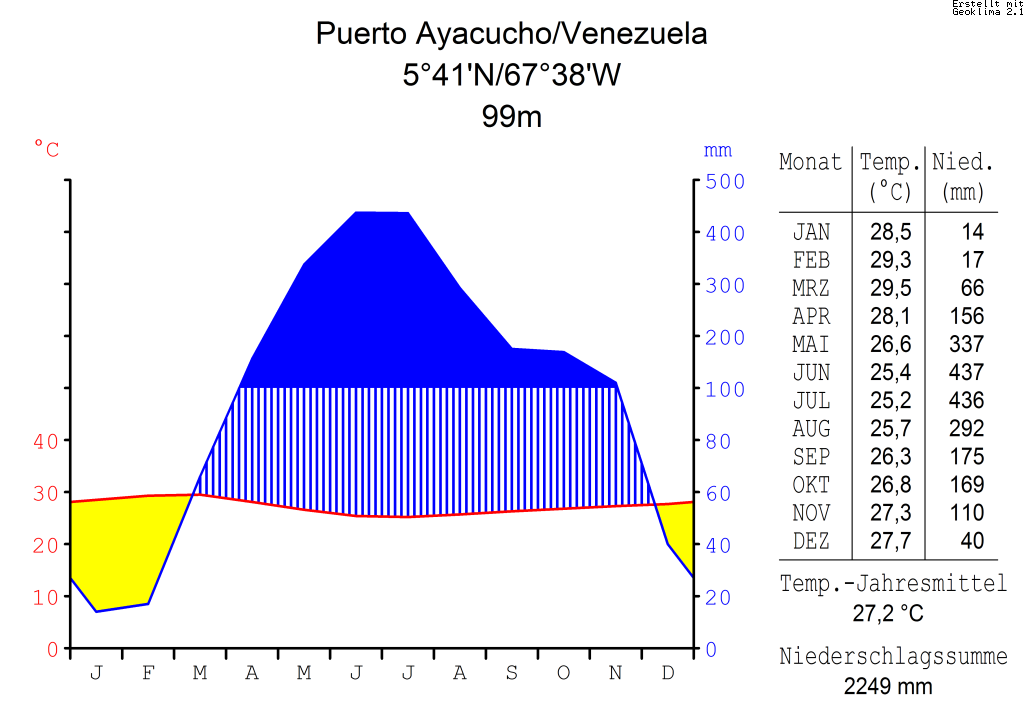
Klimadiagramm

Die Híwi bewohnen ein Gebiet in einem Klima mit einer Durchschnittstemperatur von 27 °C, in dem sich intensive Regenzeiten und anhaltende Trockenperioden ablösen. Fauna, Flora, Erde und Menschen werden durch diesen extremen Wechsel bestimmt. Von Mai bis Oktober herrscht Regenzeit mit ca. 15 Regentagen pro Monat, von Januar bis März Trockenzeit mit maximal 7 Regentagen pro Monat. Bevor im Mai die Regenfälle einsetzen, ist es heiß und windstill, bald danach wird es schwül und gewittrig und die Wassermassen überfluten alles. Für die Fische und Amphibien ist es eine Zeit der Fruchtbarkeit, doch die restliche Fauna sucht auf dem begrenzten Raum auf Sandbänken und Hügeln Zuflucht. In der Trockenzeit leiden dagegen vor allem Amphibien und Reptilien, wenn dann die letzten Tümpel austrocknen, und viele von ihnen, vor allem Jungtiere, verenden an Dehydration.

### Politische Zugehörigkeit
Politisch befindet sich ihr Hauptsiedlungsgebiet in den kolumbianischen Bundesstaaten Arauca, Boyacá, Norte de Santander und Vichada und in den venezolanischen Bundesstaaten Apure und Táchira.

## Geschichte

### Frühzeit
Die Wayapopihíwi lebten zunächst als Teil der Arawak in der Bergregion Guayana, zogen von dort zur Halbinsel La Guajira, wo heute die mit ihnen vielfältig verwandten Wayúu leben.
Ihr heutiges Siedlungsgebiet wurde einst von verschiedenen Ethnien bewohnt, die entweder verschwunden sind oder von den Híwi assimiliert wurden.

### Spanische Kolonialzeit

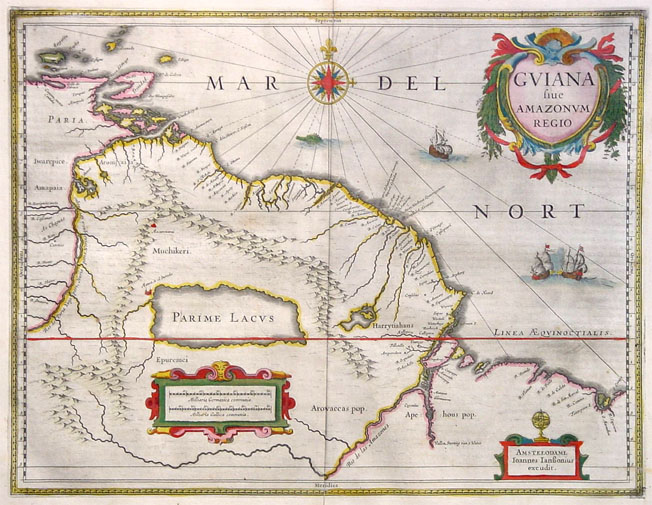
Karte der Region aus dem Jahr 1636

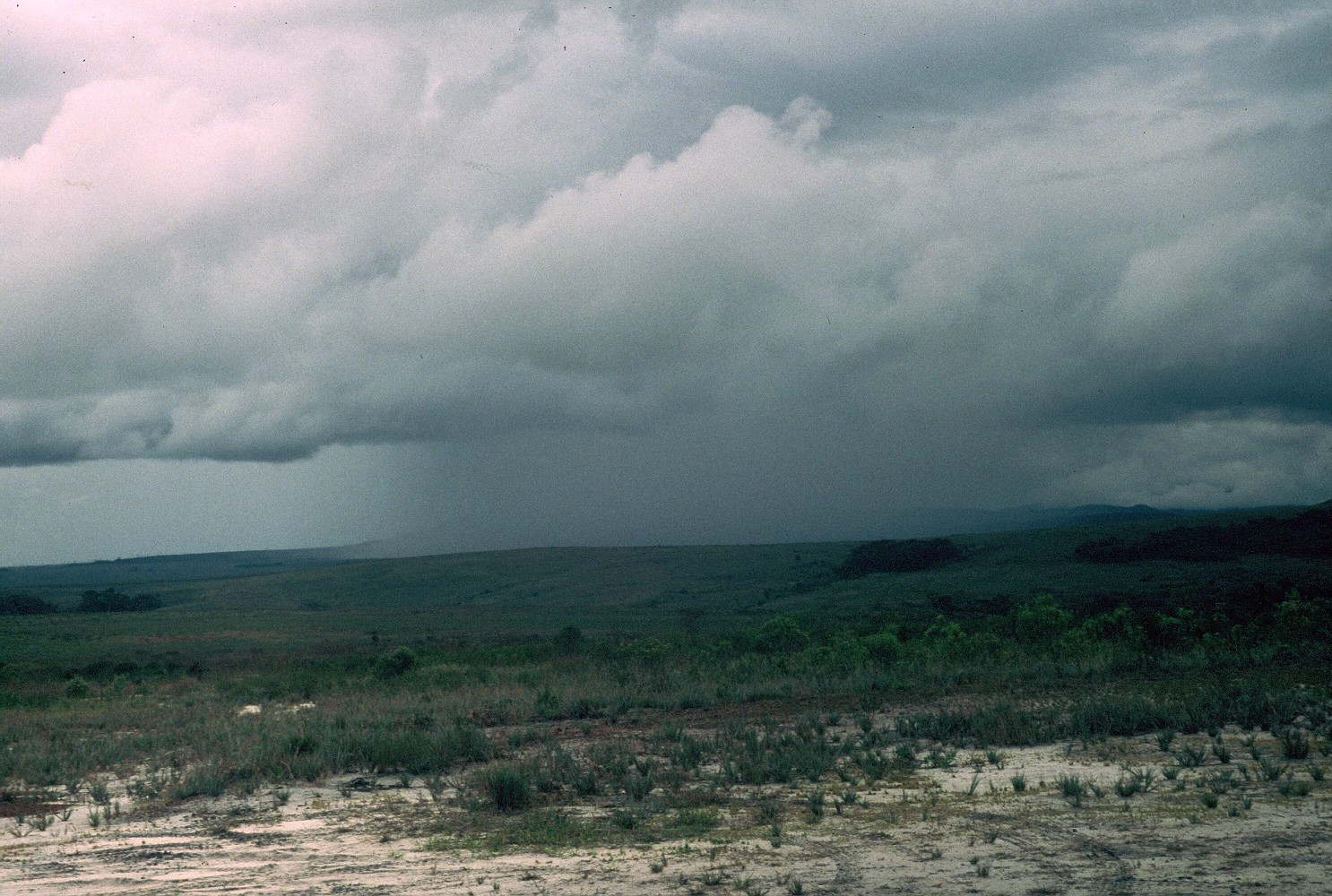
Regenzeit in Venezuela

Die ersten Berichte über die Híwi stammten von Nikolaus Federmann, der sie im Jahre 1538 bei einer ersten Expedition durch die Llanos am Río Meta antraf. Er beschrieb sie als kriegerisch und nicht-sesshaft. Dokumente aus dieser frühen Zeit belegen schon die Auflösung der traditionellen Llanosstämme durch die Eroberung und Missionierung. 1650 errichteten die Jesuiten Missionsstationen am Meta und am Casanare. Sie blieben bis 1767, als der Orden aufgelöst wurde.
Die Híwi leisteten sowohl Widerstand gegen die Missionierungsversuche der Jesuiten als auch ihrer Nachfolger im 18. Jahrhundert, der Franziskaner und Kapuziner. Die Missionsstationen waren dabei überaus erfolgreich in der Viehzucht. Zählte man 1767 noch 44.000 Rinder, so waren es im Jahr 1800 bereits 100.000.
Infolge der fortschreitenden Eroberungen wurden vor allem die sesshaften Stämme der Region ausgerottet oder versklavt, die halbsesshaften und nomadisierenden Gruppen zogen sich in unwegsamere Gegenden zurück. Die bereits partiell sesshaften Híwi waren in der Entwicklung von Widerstandsstrategien gegenüber den Europäern geschickter als z. B. die Achagua oder die Saliva, die in dieser Region sesshaft waren. Sie lösten diese sogar beim Sklavenhandel ab, in dem sie nun selbst eine aktive Rolle übernahmen. Am Ende dieser Entwicklung verschwanden bis zum 18. Jahrhundert die meisten sesshaften Gruppen, vielfach assimiliert an den halb-nomadischen Lebensstil.
Historiker des 17. und 18. Jahrhunderts bezeichneten die Hiwi, die jetzt am Río Meta lebten, als kriegerische, nomadisierende Jäger und Sammler. In dieser Zeit waren sie berüchtigt für ihre Überfälle auf Siedlerdörfer und Missionsstationen. Die Jesuiten hielten die Hìwi für zu unstet, um sie in Missionen anzusiedeln. Auch spielten schon immer Rivalitäten um Frauen zwischen den Sesshaften und den Nomaden der Region eine Rolle, sodass die Híwi seit jeher als aggressiv gelten. Tiefere Ursache dieser Konflikte dürfte jedoch das Vordringen der Viehwirtschaft gewesen sein. Schon vor den ersten Siedlern tauchte die willkommene Jagdbeute im Gebiet der Híwi auf, doch kam es bald zu Konflikten mit den Besitzern, zumal Rinder bald die wichtigste Fleischquelle wurden – auch wenn mindestens sechs verschiedene Säugetierarten bejagt wurden. Noch Alexander von Humboldt schrieb: „Kein Stamm ist schwerer seßhaft zu machen als die Guahibos.“

### Industrielles Zeitalter

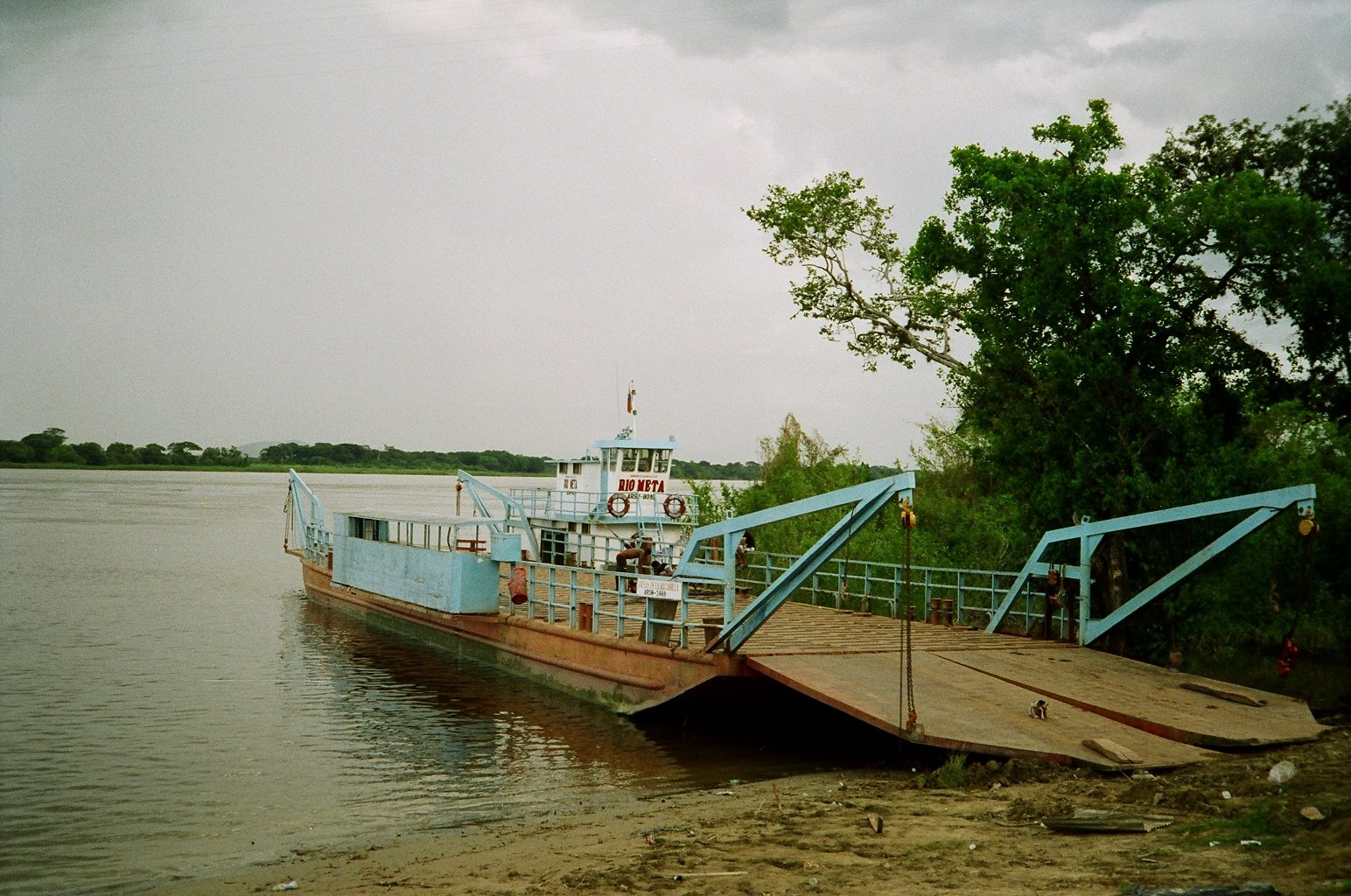
Fähre am Río Meta

Lange konnten die Híwi, vor allem im venezolanischen Bundesstaat Apure, ihre Lebensweise beibehalten. Ab 1850 begannen sie sich jedoch überwiegend anzusiedeln oder süd- und ostwärts auszuweichen. Eine lange Kette gewaltsamer Konflikte mit den Criollos, die bis ins 20. Jahrhundert reicht, bewirkte dramatische Veränderungen ihrer Lebensweise. Seit dem frühen 19. Jahrhundert wurde ihr Leben von Kautschuk-Sammlern, Siedlern, Viehfarmern und evangelikalen Missionaren beeinflusst, vor allem aber durch eingeschleppte, tödliche Epidemien.
Ab den späten 40er Jahren kamen zahlreiche Siedler in das Gebiet der Wayapopihíwi, viele von ihnen brachten ihr Vieh mit. Dadurch intensivierte sich ihre Einbindung in die Geldwirtschaft, denn viele begannen auf den Farmen Gelegenheitsarbeiten anzunehmen oder in die Städte zu gehen.
Beim Kampf gegen die Rinderherden spielten evangelikale Missionare, bzw. die von ihnen bereits missionierten Stämme, ab den 1960er Jahren eine erhebliche Rolle. So setzte sich Sophie Muller während der Kriege der 1960er Jahre für die Wayapopihíwi ein, indem sie sie 1967 veranlasste, Zäune zu bauen, um die Tiere von ihrem Land fernzuhalten. Andererseits versuchten Missionare oftmals jeden Kontakt mit Weißen unter Hinweis auf die Gefahr für ihre Seelen zu unterbinden. Dies war ein durchaus gängiges Mittel, um die Indigenen von Kooperativen fernzuhalten und von den konkurrierenden katholischen Missionaren. Als Muller 1974 zurückkehrte, ließen sie sie nicht mehr in ihre Siedlung, denn sie fühlten sich von ihr betrogen.
Die Híwi gehören zu denjenigen Stämmen, die sich am stärksten an die Lebensweise der Hispano-Amerikaner angepasst haben. Sie unterscheiden sich kaum noch von der ansässigen Mischbevölkerung. Die Männer tragen Hemden und Hosen und die Frauen bunte Baumwollkleider. Sie sprechen gut Spanisch und verwenden meist industriell hergestellte Haushaltsprodukte. In den Dörfern tragen allerdings immer noch viele Männer das traditionelle Lendentuch aus Tuch oder Rinde (marima). Die „Río Tomo Guahibo“ (am Río Tomo) und die „Cuiva“ im venezolanischen Bundesstaat Apure leben zum Teil immer noch in nomadischer Lebensweise.
Die Indígenas in Kolumbien und Venezuela stellen nur noch etwa 2 % der Bevölkerung, neben 60 % Crillos, 20 % Europäern und 8 % Afrikanern. Die Bevölkerungszahl der Híwi in den für Europäer schwer erreichbaren Regionen ist stabil und ist sogar wieder angestiegen.

### Das Massaker von La Rubiera
Vereinzelte sonntägliche Schießübungen kolumbianischer und venezolanischer Viehzüchter auf die Híwi gipfelten im Dezember 1967 im Massaker von La Rubiera.

„Ein klares Beispiel für die Versuche der Siedler die Indígenas auszurotten, war das Massaker von La Rubiera in Arauca im Januar 1968, wo 16 Indígenas getötet wurden, darunter mehrere Kinder. Damals sahen die Siedler der Region einige von Ihnen in Nähe ihres Wohnortes, sie hatten Angst und beschlossen, sie loszuwerden; sie beschlossen sie an einem Ort in der Nähe des Flusses zu ermorden, aber sie dachten, dass dort etliche von ihnen entkommen könnten. Um dies zu verhindern, entwickelten sie eine andere kriminelle Strategie, sie in einen Haus der Finca La Rubiera zusammenzubringen und dort zu töten. Es geschah so, dass sie auf die Finca auf eine Mahlzeit eingeladen wurden, und es kamen insgesamt 18. Als die Gäste am Tisch saßen, zusammen mit ihren Meuchelmördern, wurden 16 von ihnen auf ein vereinbartes Zeichen erschossen und mit Macheten zu Tode gehackt, zwei von ihnen entkamen. Nach begangenem Verbrechens banden die Mörder die Leichen an die Schwänze ihrer Pferde, brachten sie so an einen nahe gelegen Ort und übergossen sie mit Benzin und setzten sie in Brand. Nach mehreren Tagen berichteten die dem Massaker Entkommenen den Behörden von dem Verbrechen.

Als die Behörden an den Tatort gelangten, gestand einer der Mörder, als sei es die normalste Sache der Welt, 40 Indígenas getötet zu haben, während ein anderer sagte, dass für ihn die Indígenas so etwas wie Affen seien, mit dem einzigen Unterschied, dass diese Tiere Schädlinge seien, weil sie Vieh stehlen.

Laut einem Zeitungsinterview mit Carlos Gutierrez Torres, einem ehemaligen Richter in Villavicencio, der die Untersuchung des Massakers von La Rubiera einleitete, resultierte diese Straftat nicht aus der Abartigkeit der Täter, sondern aus ihrer Ignoranz und aus der Angst der Weißen vor der Wut der Indígenas. Laut Gutierrez Torres führe die Spontaneität, mit der die Mörder das Verbrechen begangen hatten, zu dem Schluss, dass sie keine geborenen, gefährlichen oder perversen Verbrecher seien, weil sie ihre Tat nicht bedauern und nicht versuchen, Alibis suchend der Justiz zu entgehen, – kurz gesagt, alles zu versuchen, dass das Verbrechen ungesühnt bleibe.“

Auch Anfang der 1990er Jahre galten die Indígenas immer noch bei den Criollos als „Tiere“, deren Ausrottung als „Hygienische Maßnahme“ betrachtet wurde.

### Prognose
Vertreibung der Híwi und Mordanschläge sind Anfang des 3. Jahrtausends immer noch Tagesrealität. Die zunehmende Verelendung der Híwi-Bevölkerung äußert sich vor allem im Umkreis von Puerto Ayacucho in Tagelöhnerei, Kriminalität und Prostitution.

## Wirtschaft

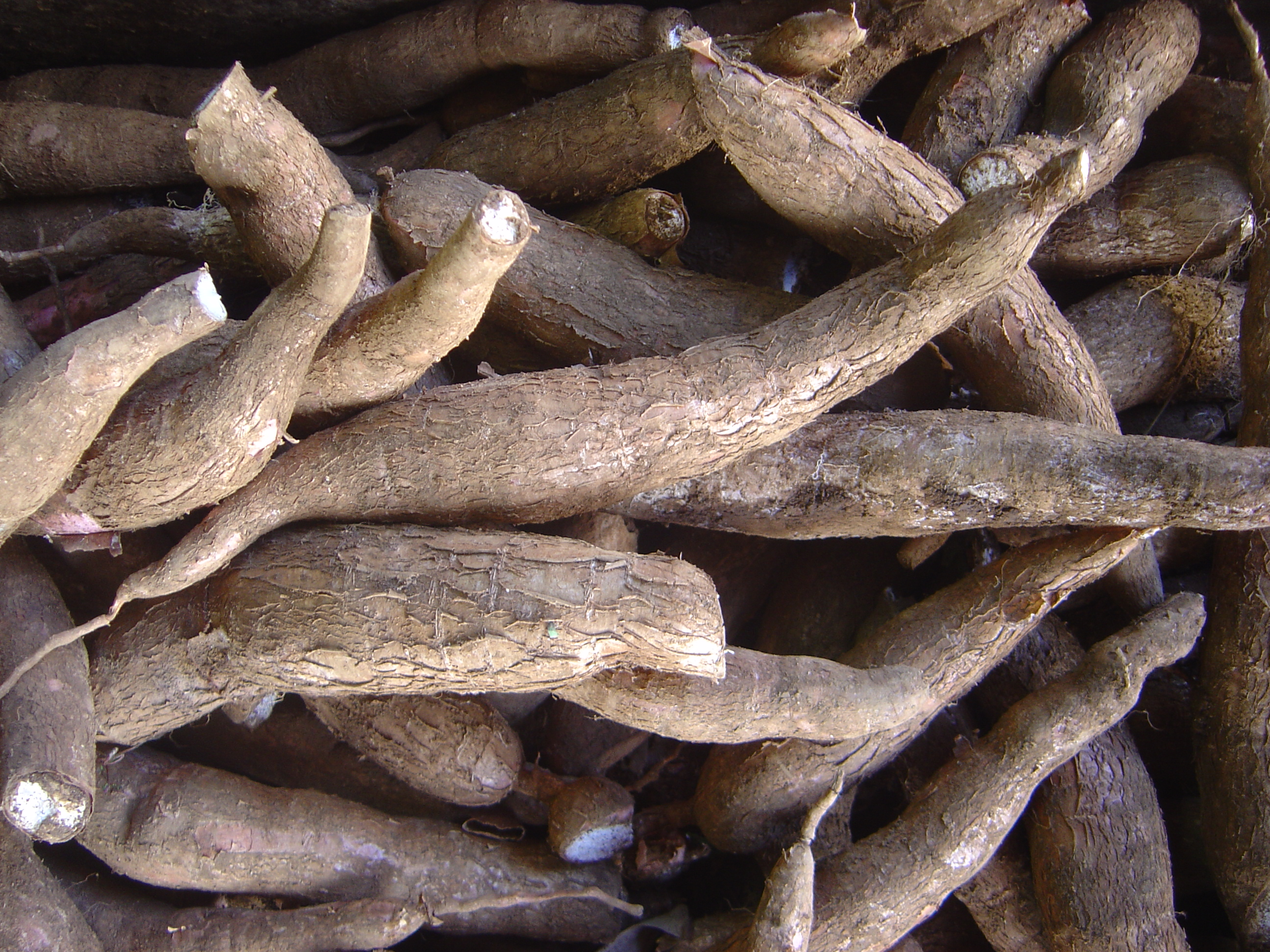
Maniok

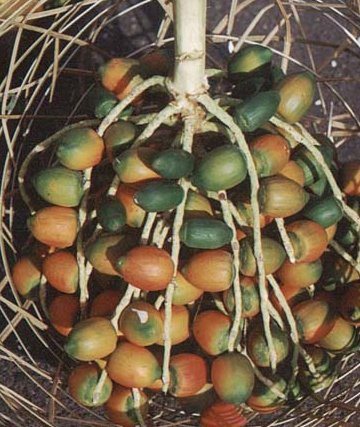
Früchte der Pijiguao-Palme

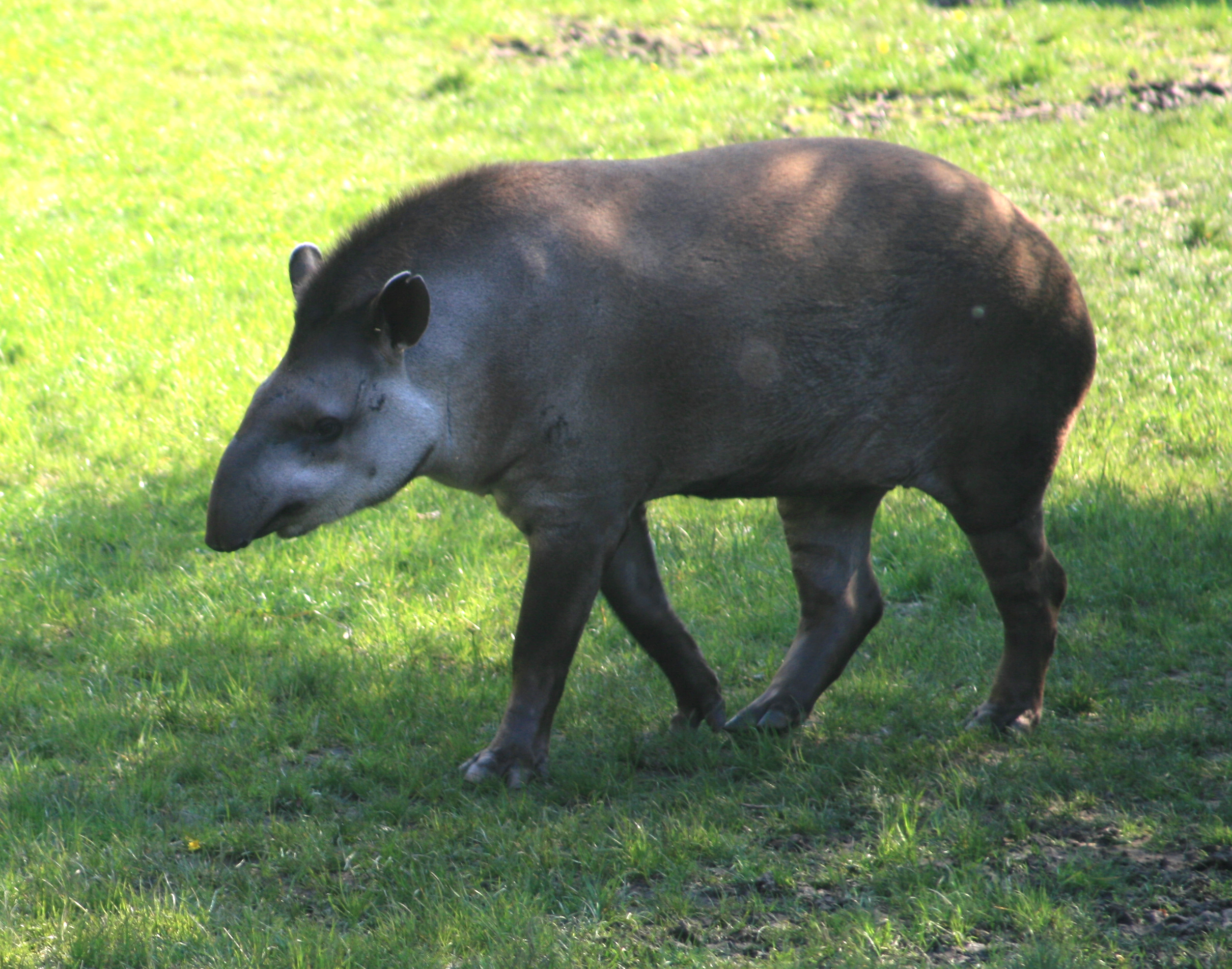
Tapír

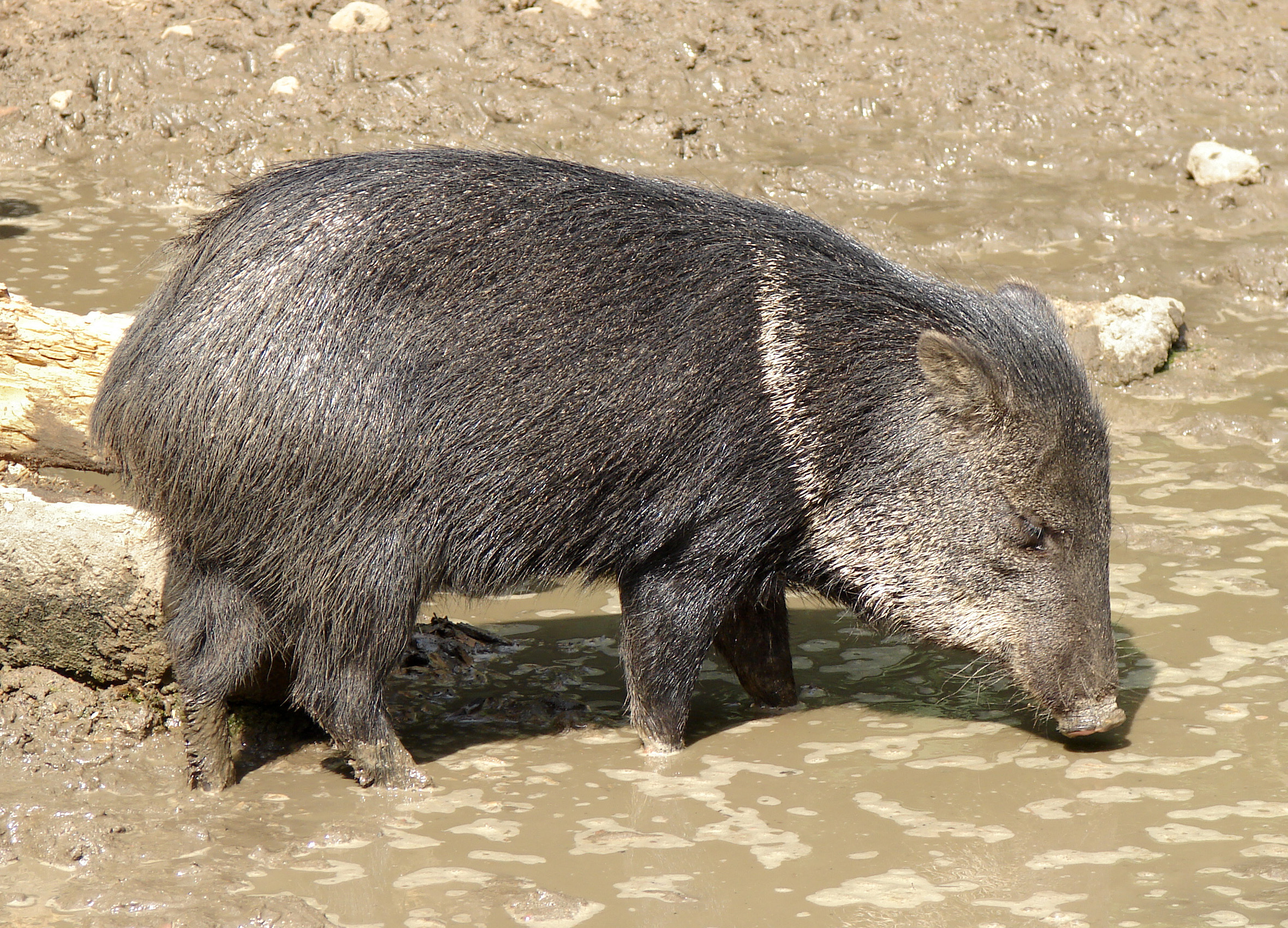
Pecari

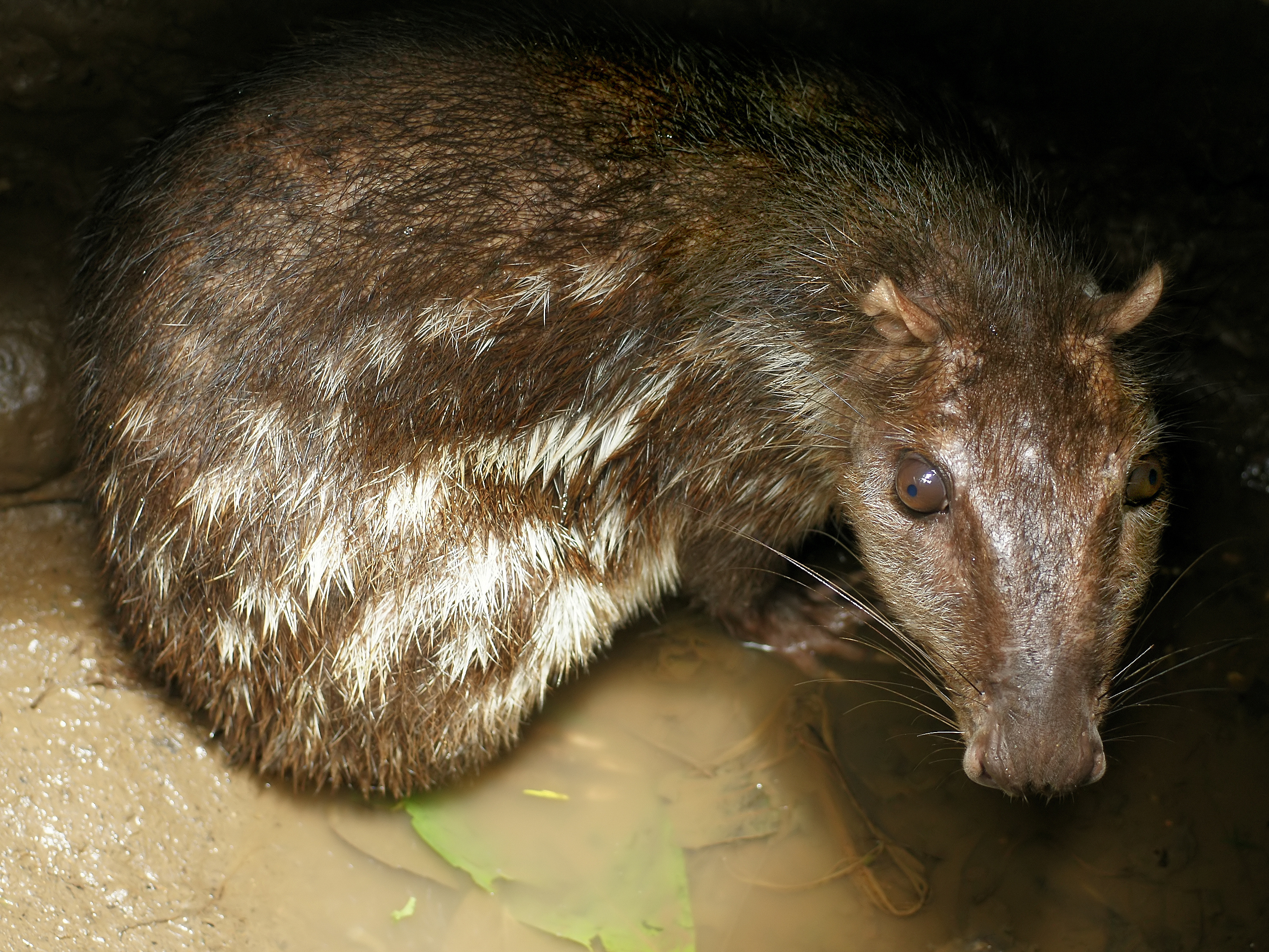
Paca

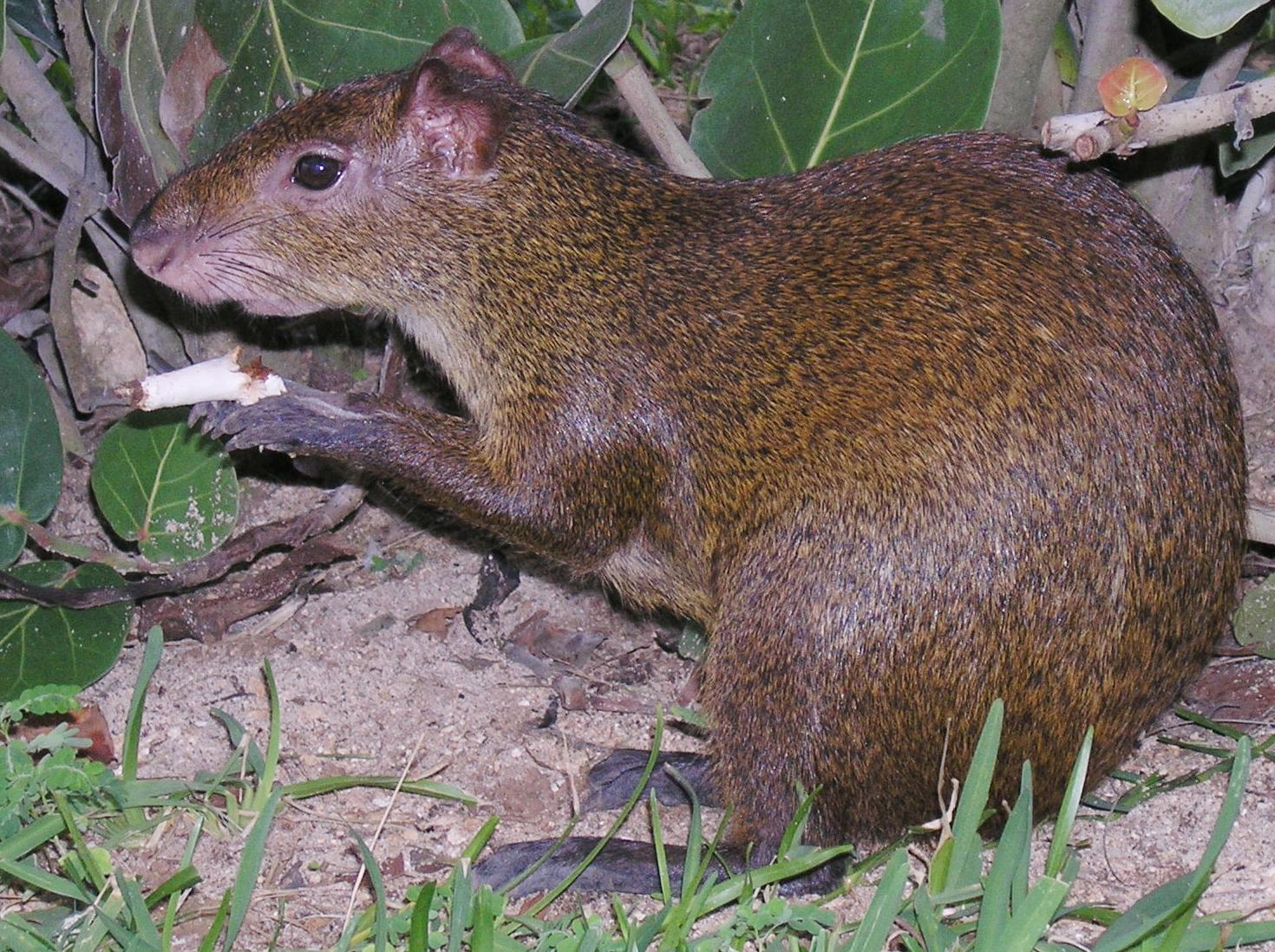
Aguti

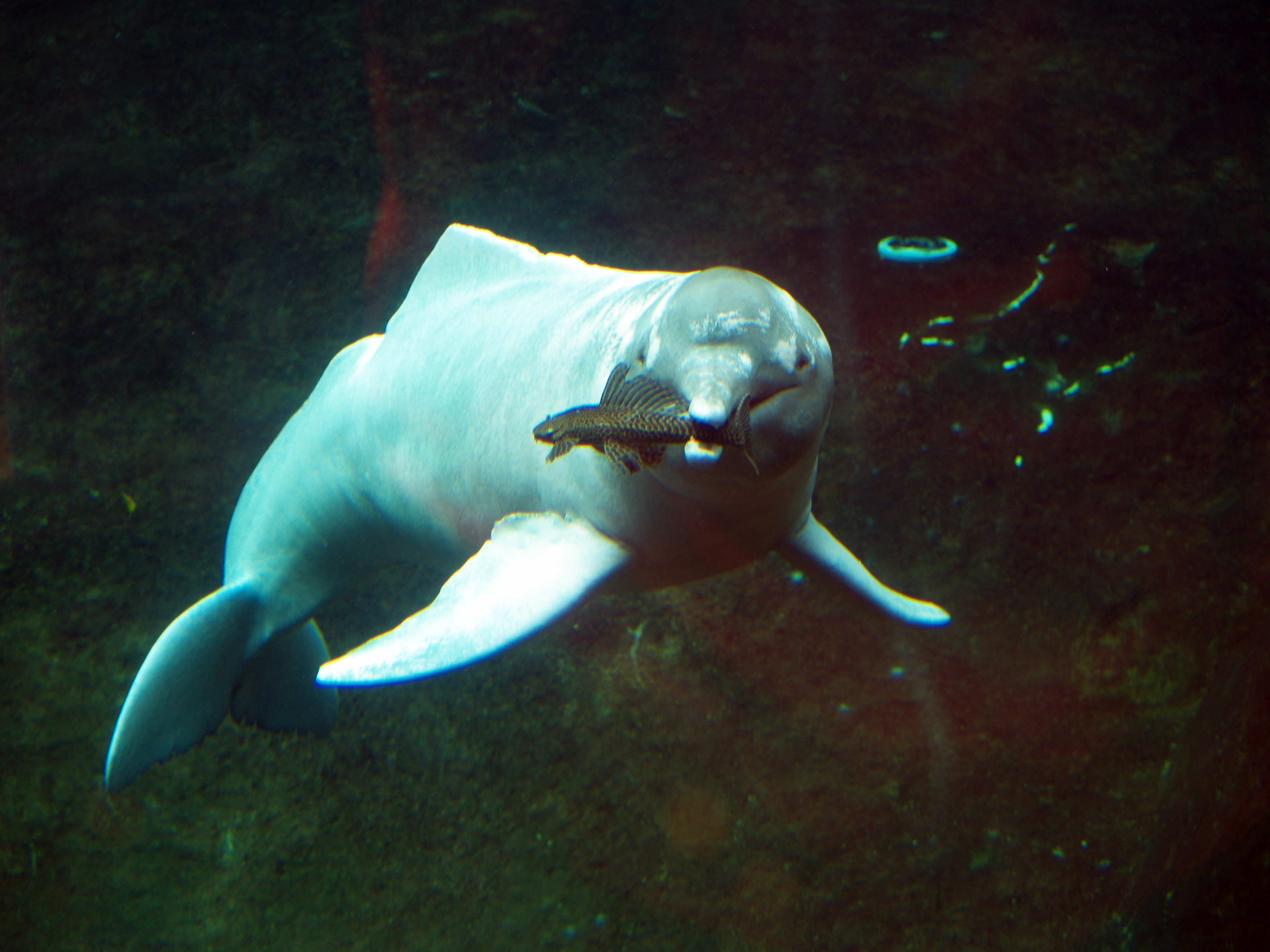
Botos werden nicht gejagt

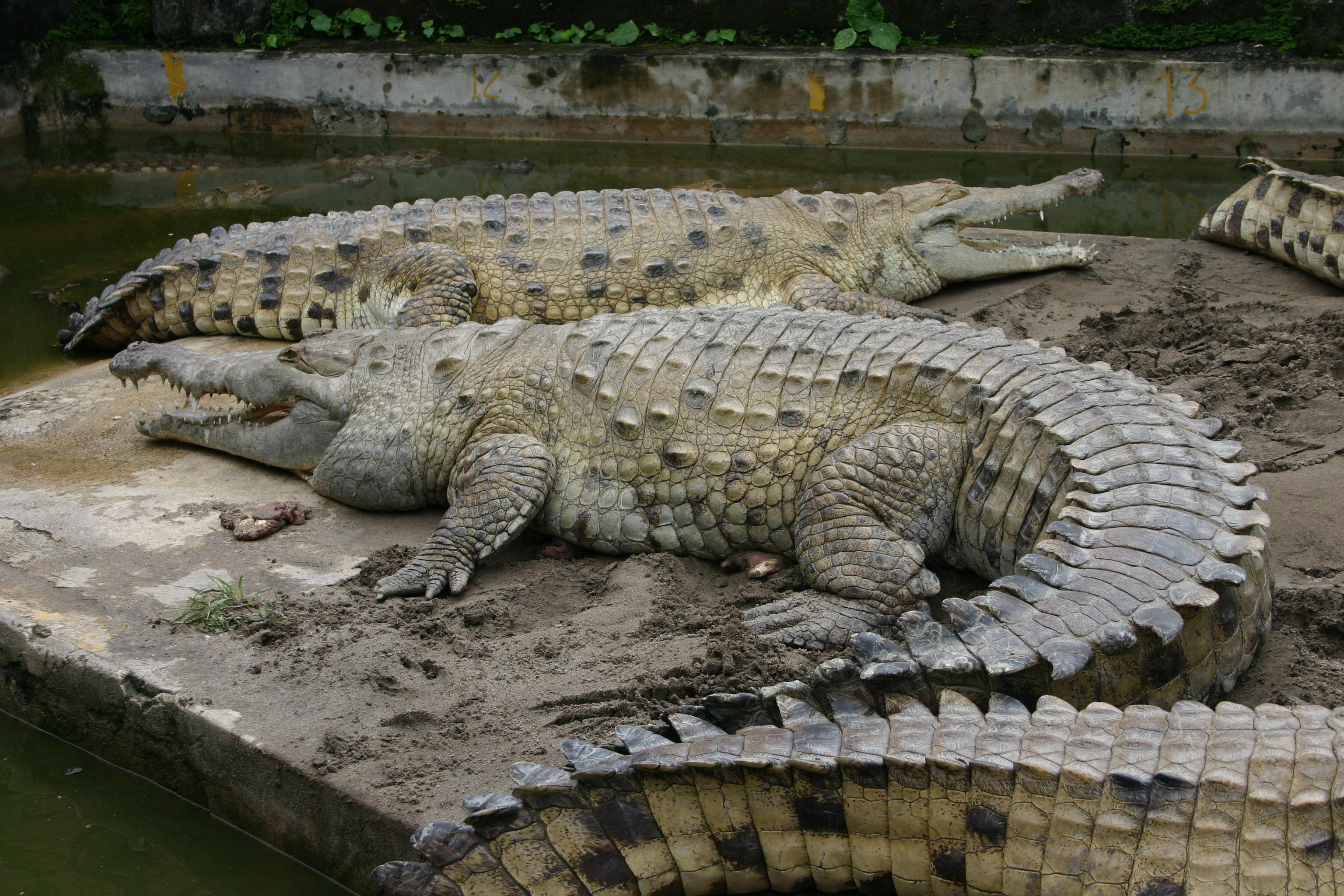
Orinoko-Krokodile

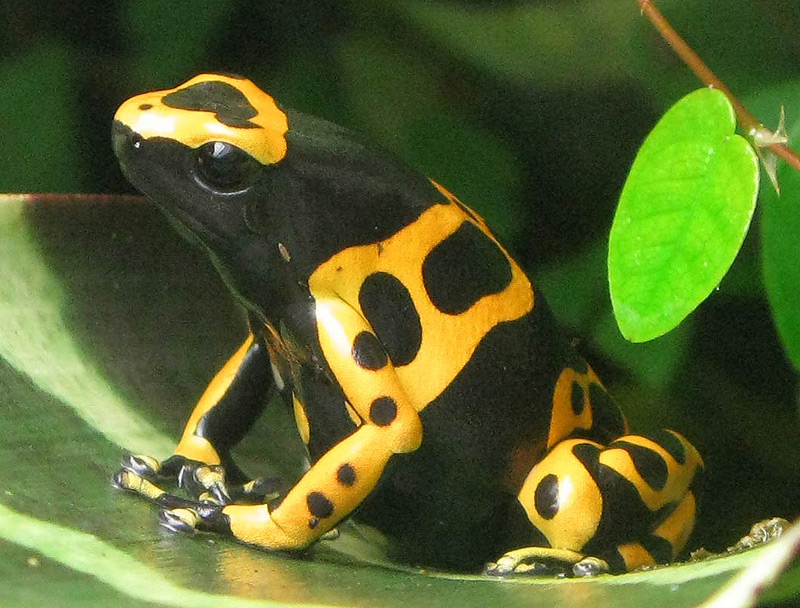
Gelbgebänderter Baumsteiger

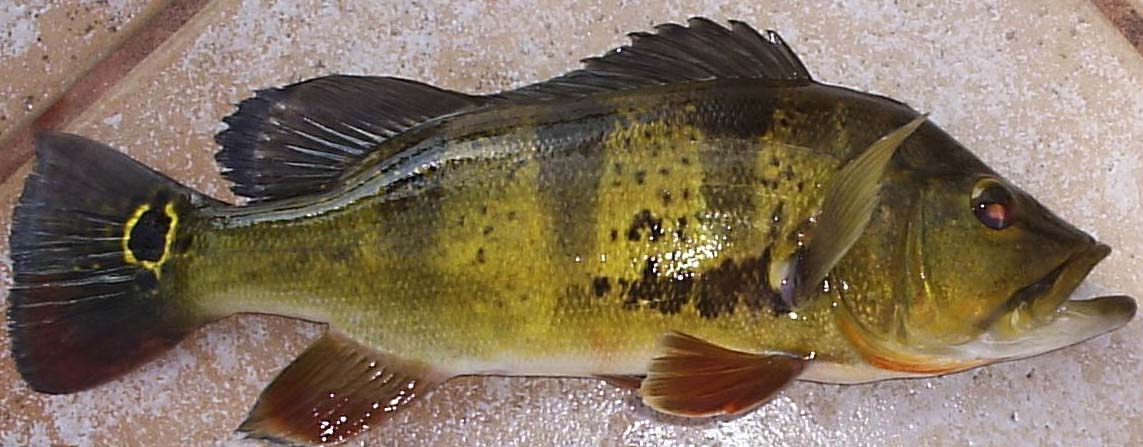
Peacock-Bass

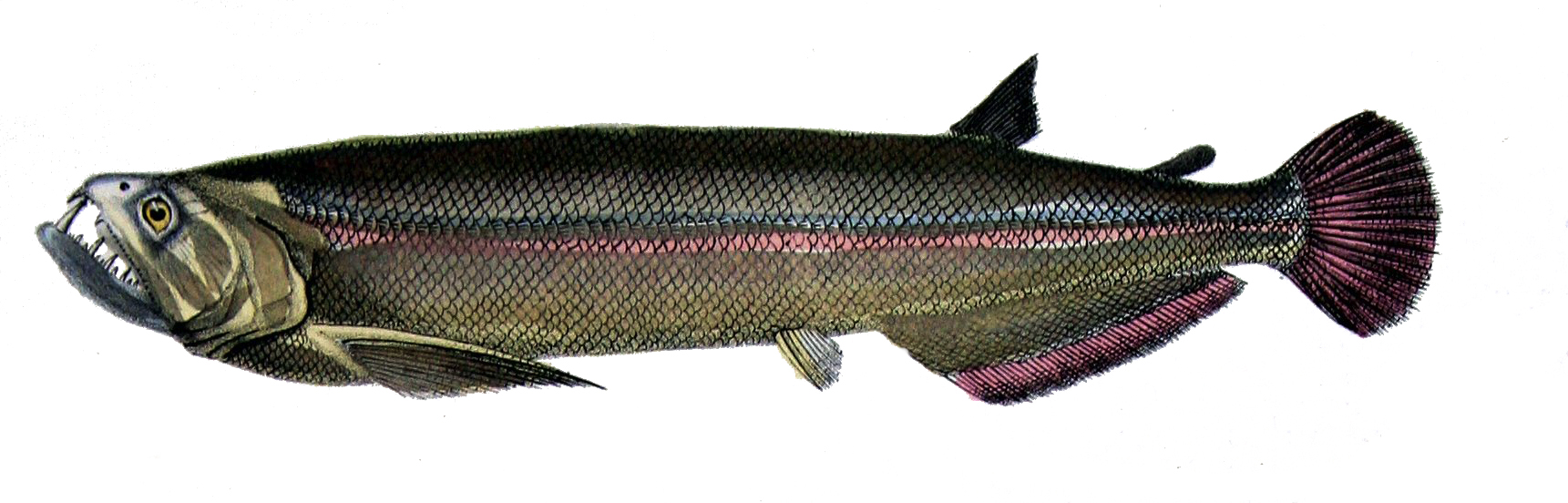
Säbelzahnsalmler

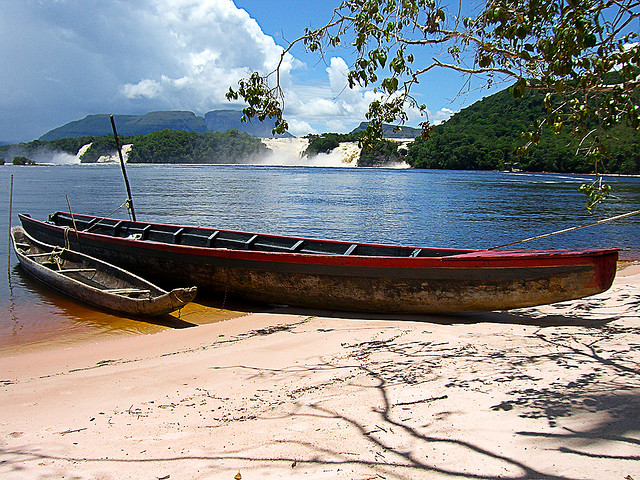
Curiara

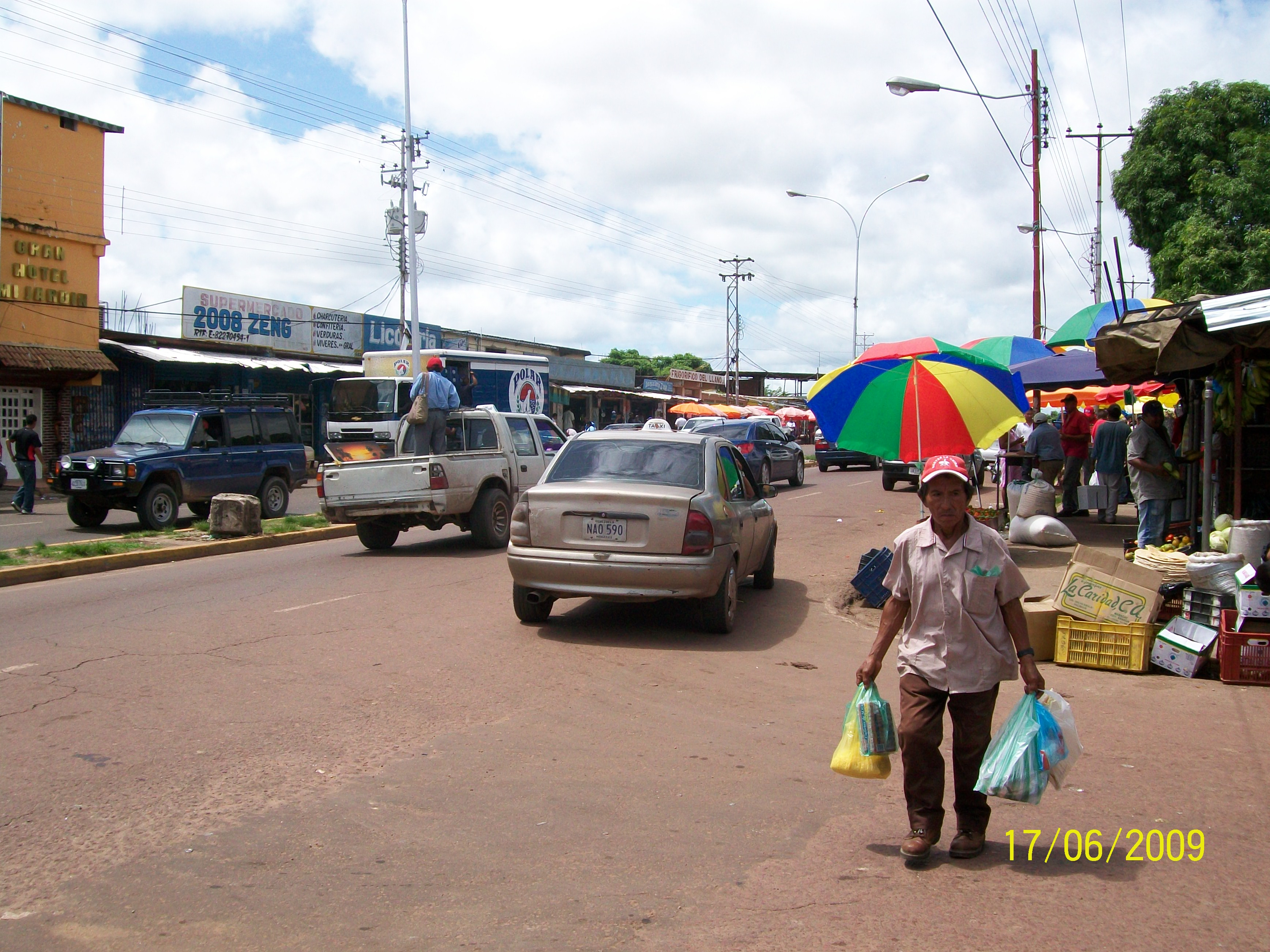
Indianermarkt in Puerto Ayacucho

### Arbeitsteilung
Traditionell erledigen Frauen die Haushaltsarbeiten, sammeln, bewirtschaften überwiegend die Felder, fertigen Textilien.
Männer hingegen fischen, jagen, flechten und beherrschen das soziale System. Jedoch sind einige der Frauen auch politisch tätig und Ende der 1980er Jahre waren 80 % der rituellen Experten Frauen.

### Nahrungsmittelproduktion
Landwirtschaft und Fischfang sind gegenüber Sammeln, Jagd und Viehhaltung vorrangig. Gesammelt werden Früchte, Nüsse, Samen, Wildgemüse, Kräuter, Wurzeln, Pilze, Eier, Honig, auch Schildkröten und deren Eier und Eidechsen. Die Híwi unterscheiden unterschiedliche Böden und nutzen sie entsprechend ihrer Eignung. Grundnahrungsmittel und somit Hauptfeldfrucht ist der Maniok, hinzukommen Bohnen, Süßkartoffeln, Kochbananen, Yams, Pfeffer, Zuckerrohr, Melonen und Ananas, aber auch Baumwolle, Tabak, Barbasco (ein Fischgift) und Pflanzen mit halluzinogenen Wirkstoffen
Ihre Landwirtschaft basiert auf einer Art Dreifelderwirtschaft:
- Das erste Feld wird mit Maniok bepflanzt, nachdem eine Waldfläche Ende März vor dem Beginn der Regenzeit gerodet wurde.
- Im zweiten Feld wächst der Maniok heran
- Das dritte Feld wird abgeerntet, danach je nach Bodenbeschaffenheit entweder verlassen oder mit anderen tauglichen Feldfrüchten bepflanzt.

Fischfang ist für die Híwi wirtschaftlich relevant und gefischt wird das ganze Jahr in dieser flussreichen, vor allem in der Regenzeit fischreichen Landschaft mit unterschiedlichen Techniken. In der Trockenzeit kommen Angelhaken, Harpunen sowie Pfeil und Bogen zum Einsatz, in der Regenzeit Reusen und Netze. Auch mit Barbascoextrakt und anderen Pflanzengiften wird gefischt.
Jäger sind hoch geachtet. Der Wildbestand ist jedoch vor allem im Umkreis der besiedelten Regionen stark zurückgegangen und darüber hinaus behindern die Landrechtsansprüche der Criollos und deren aggressive Umsetzung die Jagderfolge. Somit ist die Jagd gegenüber dem Fischfang zurückgegangen. Gejagt wurde traditionell hauptsächlich Kleinwild, wie Vögel (Papageien, Tauben, Tukane), Affen, Leguane und Gürteltiere. Großwild, wie Pecaris (banquiro), Capybara (chiguire), Pakas, Agutís (picure), Hirsche, Ameisenbären, Stachelschweine und Tapire, wird selten erlegt.
Nicht oder nur zur Fertigung von Ritualgegenständen gejagt und auf keinen Fall gegessen werden Jaguare, Süßwasserdelfine (boto), Füchse (maikong), Schlangen und Kaimane, da sie als Totemtiere gelten. Früher wurden Treibjagden veranstaltet, wobei Frauen und Kinder das Wild mittels Knüppeln (macanas) und Macheten den Jägern zutrieben, die das Wild dann mit Pfeil und Bogen erlegten. Heutzutage sind fast ausschließlich Schusswaffen in Gebrauch um vor allem Jagderlöse in Form von Fellen und Leder für den Handel zu erzielen, was mittlerweile zu einer ernstzunehmenden Dezimierung des einstmals reichen Wildbestands führt. Auch Hunde werden in neuerer Zeit als Jagdbegleiter eingesetzt.
Haustierhaltung wird, für nomadisierende Gruppen typisch, vernachlässigt, lebend gefangene Agutis, Pakas oder Pecaris werden bis zur Schlachtung gefüttert. Hühner werden von den sesshaften Híwi in eigenen Ställen gehalten.

### Handwerk und Kunsthandwerk
Textile Fertigkeiten sind ein wichtiger Teil ihrer materiellen Kultur. Die Frauen fertigen inzwischen Hängematten, Gürtel und Taschen aus Baumwolle, weben mittels einfacher Webstühle und färben ihre Produkte mit geometrischen Mustern. Traditionell waren jedoch die Fasern der Moriche und der Cumare-Palme (Astrocaryum aculeatum) von einzigartiger Bedeutung. Die Beherrschung dieser Palmblättertechnologie war in vielfacher Hinsicht essentiell für ihre bewegliche Lebensweise. Diese erforderte überall verfügbare Grundstoffe und Leichtigkeit des Materials. Aus den Palmen wurden Kleider, Fischnetze, Alkohol, Medizinalien und Waffen, vor allem aber feinste Mosquitonetze hergestellt, die in vielen Gebieten ein Überleben erst möglich machten. Schon 1730 stellte ein Missionar fest, dass die Palme „ihr alles“ war, das Material ihrer Träume, ihrer Lebensfreude und die Grundlage ihres Überlebens.
Die Männer produzieren hauptsächlich Sandalen und bunte Wollteppiche. Traditionell ist die Korbflechterei bei den Hiwi ein Handwerk der Männer. Sie fertigen Körbe, um damit Nahrungsmittel zu transportieren und zu lagern. Diese werden mit roten und schwarzen, geometrischen Mustern dekoriert. Unlängst haben auch Frauen angefangen, Körbe für den kommerziellen Verkauf zu fertigen.
Auf dem Sektor des Kunsthandwerks sind die Híwi mit Töpfereiartikeln recht erfolgreich. Die verwendeten Techniken haben sie von anderen benachbarten Stämmen übernommen. Sie fertigen in der Trockenzeit Töpfereiartikel in Wulsttechnik, die über offenem Feuer gebrannt und mit den traditionellen Mustern mittels Farben aus Cumare und Caruto dekoriert werden. Typisch für die Híwi-Keramiken sind die anthropomorphen Wassergefäße in Frauen- oder Tier-Form, die reich mit geometrischen Mustern verziert werden, deren Muster sich an die traditionellen Gesichtsbemalungen anlehnen.
Typisch für die Holzschnitzkunst der Híwi sind Stabkeulen aus Hartholz in Lanzenform.
Trotz ihres Rufes als weniger ausgezeichnete Navigatoren, fertigen die Híwi Boote (curiaras) und Ruder mit runden und ovalen Griffen. Die curiaras werden aus einem zedernähnlichen Baum gefertigt. Nach Entfernung der Rinde wird der Stamm mit Feuer, Beilen und Macheten ausgehöhlt. Betrieben werden die Boote heute jedoch mit Außenbordern.
Die Hiwi fertigen Blas- und Schlaginstrumente für Feste und Zeremonien und religiöse Rituale, wie Flöten mit drei Löchern aus großen Hirschknochen, Panflöte (jiwaburü), mit fünf oder sechs Röhren aus Schilfrohr (Kana amarga), und Schädelpfeifen (oweibi), gefertigt aus dem Schädel und Geweih eines Hirsches.
Typisch für die Musikinstrumente der Hìwi sind die Stampfrohre (waana), die in „weiblicher“ Form (pesorowato) und „männlicher“ Form (pebito) gefertigt und entsprechend bemalt werden. Die waana sind hohle Zylinder, oben mit einem vertikalen Griff, gefertigt aus dem leichten Shimbillo-Holz (Inga spp.). Gespielt wird das waana, indem es am Griff in die Höhe gehoben und wieder auf den Boden fallengelassen wird. Dabei klingt das „männliche“ Instrument tiefer und durchdringender als das „weibliche“.
Die Hiwi fertigen auch Halsketten aus Glasperlen, rituelle Amulettketten aus tierischen Zähnen, Klauen und Schnäbeln zu zeremoniellen Zwecken und Schamanenrasseln.

### Handel
Der Tauschhandel zwischen sesshaften Gruppen und den nomadisierenden, wildbeuterischen Híwi, war für sie schon in vorkolonialer Zeit eine wichtige Überlebensstrategie. Die Híwi versuchen im Kontakt mit der hispano-amerikanischen Bevölkerung eigene Strategien und Möglichkeiten des Austauschs zu entwickeln, wobei unterschiedliche Landnutzungsansprüche immer wieder zu Konflikten führten.
Traditionelle Textilien, Ledererzeugnisse sowie Keramik- und Holzobjekte, Schmuck und Kopien von traditionellen Zeremonialgegenständen für den Touristikhandel werden in Puerto Ayacucho und anderen lokalen Märkten angeboten.

### Lohnarbeit
Die meisten Híwi leben heute als Pachtbauern oder als Landarbeiter, Viehhirten, Holzarbeiter oder Kautschuksammler in der Nähe der großen Fincas der fruchtbaren Llanos. Viele haben ihr traditionelles Wohngebiet und somit ihre Dorfgemeinschaft verlassen, um in den Criollo-Dörfern ein Auskommen zu finden. Doch dort finden sie weder feste Arbeit noch soziale Integration.
Einkommensmöglichkeiten suchen sie auch in der Nähe von Städten wie Puerto Ayacucho, La Urbana oder Maracaibo, wo sich Männer als Land-, Bau- oder Hafenarbeiter im Tagelohnverhältnis verdingen, während Frauen als Haushaltshilfen arbeiten. Manche Híwi-Familien warten oft monatelang am Rande von Puerto Ayacucho, dass einer aus der Familie sich als Gelegenheitsarbeiter verdingen kann. Kriminalität und Prostitution sind die Folge.
Auch bei den noch nicht in Lohnarbeit lebenden Híwi greift das Kreditsystem der Händler („Zuerst Bezahlung, dann Lieferung“), – und so werden sie immer wieder zur Ausbeutung ihrer Ressourcen verleitet.

## Sozialstrukturen

### Matrilinearität
Die Híwi sind matrilinear organisiert, d. h. die Linie der weiblichen Verwandten ist entscheidend, und der Nachname stammt von der Mutter. Die einzelnen Sippen werden mit einem Ahnentier mythologischen Ursprungs assoziiert.

### Grundbesitz, Eigentum und Wohnen
Ein Stammesterritorium war ehemals im Besitz kleiner matrilateraler Großfamilien. Die heutigen Dörfer und das diese umgebende Territorium sind immer noch Kollektivbesitz und die Familien haben individuelle Rechte (Nießbrauch und Weiderecht) am Agrarland, an Sammelgebieten und bei den Fischrechten. Es gibt sowohl Familieneigentum als auch individuelles Eigentum. Männer und Frauen besitzen ihre eigenen Tiere.

#### Erbrecht
Die Vererbung von Eigentum ist ein komplexer Prozess, in dem Abstammung eine bedeutende Rolle spielt. Die Tiere eines männlichen Verstorbenen, die während seines Begräbnisses nicht geopfert wurden, werden unter seinen Brüdern und den Söhnen seiner Schwester (Uterine nephews) verteilt. Die Kinder einer verstorbenen Frau erben bei ihrem Tod deren Viehbestand. Ein Alaüla (Onkel der Mutter) vererbt üblicherweise seine Tiere seinen Neffen. Ein Vater kann auch an seine leiblichen Kinder seinen Viehbestand weitergeben.

### Lebensstationen

#### Kindheit
Eine Geburt findet im Haus der Mutter statt und die Großmutter und nahe weibliche Verwandte unterstützen die Gebärende.
In den ersten Lebensjahren werden die Kinder von der Mutter aufgezogen, anschließend verbringen die Knaben eine Zeit beim „Alaüla“ („Onkel der Mutter“), während Mädchen bei weiblichen Verwandten aufgezogen werden.
Ab einem Alter von sechs Jahren nehmen die Kinder geschlechtsspezifisch an wirtschaftlichen Aktivitäten wie Haushalt, Ackerbau und Viehzucht teil.

#### Weibliche Initiation
Mädchen werden ab der ersten Monatsblutung abgesondert und verbringen Monate, sogar Jahre verborgen im Haus. Zu Beginn dieser Zeit werden die Haare des Mädchens geschnitten. Je länger die Abgeschiedenheit dauert, desto höher ist der Ruf, und umso länger die Haare. Während dieser Zeit lernen sie Maniokbearbeitung, Kochen, Spinnen und Weben, aber auch die Geheimnisse zwischen Frau und Mann. Hiernach gilt das Mädchen als Frau und wird mit einer Feier an die jungen Männer herangeführt.

#### Eheliche Verbindung

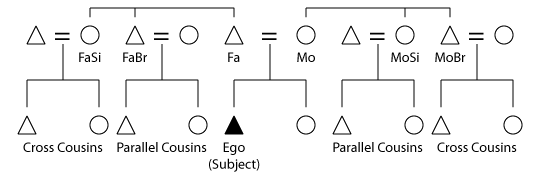
Cousinenheirat

Die Híwi unterscheiden bei ihren Heiratsregeln zwischen Kreuzcousinen- und Parallelcousinenheirat: Ehen mit Kreuzcousinen sind erwünscht (Tochter von Vaterschwester oder Mutterbruder), aber mit Parallelcousinen verboten (Tochter von Vaterbruder oder Mutterschwester). Eine weitere Ausnahme bilden eheliche Beziehung zu kognatischen Verwandten, mit denen eine Verbindung als nicht wünschenswert angesehen wird.
Heiratswillige Frauen schicken ihren Alaüla oder ihren leiblichen Vater zur Familie des Mannes, woraufhin der Brautpreis (apan’na) in Form von Vieh oder Arbeit festsetzt wird. Die Höhe des Brautpreises hängt von der sozialen Stellung der Frau, ihren Fertigkeiten (Weben, Handeln), ihrer Jungfräulichkeit und Attraktivität ab. Wenn der Brautpreis in Arbeit geleistet werden muss, verbleibt das Paar, bis alle Leistungen erbracht sind, in der Miichipala (Dorf) der Brautmutter.
Vernachlässigt eine Frau ihre häuslichen Pflichten, kann sich der Mann von ihr scheiden lassen, wobei der Brautpreis zurückbezahlt wird. Stirbt der Mann, so gehen alle Frauen an den Bruder des Ehemanns über. Eine Frau kann sich auch freikaufen, indem sie dem Bruder ihren Brautpreis auszahlt.
Polygynie (Vielweiberei) ist angesehen, aber meist nur wohlhabenden Híwi möglich.

#### Tod und Bestattung
Verstorbene Híwi werden zunächst individuell erdbestattet. Nach der Reise ihrer Seele nach Jepira (Jenseits) und ihrer Rückkehr auf die Erde als Regen oder als Wanülüü (Ahngeist) werden ihre Überreste exhumiert und in Gemeinschaftsgräbern matrilinearer Vorfahren beigesetzt. Dies beruht auf der Hoffnung, dass sich Verwandte im Jenseits wiedertreffen werden.
Die zweite Bestattung hat für die Híwi die größere Bedeutung, weil diese die Reise der Seele in die Anonymität und Vergessenheit zum Abschluss bringt, aber auch, weil eine Zurückführung des Geistes des Ahnen in die Stammeserde (Kollektivgrab) für Erhaltung und die Kraft des Stammes bürgen soll. Das „doppelte Begräbnis“ entspricht dem doppelten Schicksal der Toten.

## Glaubensvorstellungen, Religion und Weltsicht

### Animismus
Die Weltsicht der Indigenas der Region ist animistisch, was bedeutet, dass jedem auch noch so kleinem Teil ein Kosmos innewohnt, der der menschlichen Seele vergleichbar ist. Für sie ist die spirituelle Welt, die „Welt von Rauch und Feuer“, die eigentliche Realität.

#### Transformation und Metamorphose
Die ehrfürchtige Erkenntnis von Erscheinen und Verschwinden als alltäglich Erfahrbarem sowie das Schattenreich der Geisterwelt ist für sie lebensbestimmend und prägt alle Lebensbereiche. Die Geister sind für den stetigen Wandel in der Welt verantwortlich und deshalb zu respektieren, zu ehren und um guten Einfluss auf Geschehnisse milde zu stimmen.
Auch die „Verwandlung“ des giftigen Manioks in essbare Produkte spielt in der Glaubensvorstellung dieser Menschen eine zentrale Rolle.

#### Dualistische Weltsicht
Ihre Vorstellung der Welt ist dualistisch.
Die dualistische Mythologie der Híwi basiert auf zwei sich gegenüberstehenden und trotzdem miteinander verheirateten Wesen. Auf der einen Seite steht Juya, der hypermaskuline Jäger und auf der Anderen Pulowi, die Herrin der Unterwelt und der Tiere, die mit Dürre und Tod in Verbindung gebracht wird. Pulowi manifestiert sich in zahlreichen Orten wie Erdlöchern oder kleinen Anhöhen, die auch Pulowi heißen und von dem Híwi gemieden werden, aus Furcht davor zu verschwinden oder ernsthaft krank zu werden.
Alle Wesenheiten der Welt und die Phänomene des Alltags werden durch Juya und Pulowi repräsentiert und teilen sich in zwei gleichwertige und ergänzende Bereiche, – in Gegensätze wie männlich-weiblich, Licht-Dunkel, oben-unten, starr-beweglich oder Wildpflanzen-Ackerpflanzen.
Regen ist das Produkt der Vereinigung beider, regnet es eine Weile nicht, besucht Juya seine Frauen, die über die ganze Region verteilt leben.
Juya steht für das Phänomen des Regens und der beiden Regenzeiten.

### Pantheon
Zu den Göttern, Geistern und Dämonen der Híwi gehören:
- Akalpui
- Juya (= „Regen“) ist ein hypermaskuliner Jäger
- Juyain
- Keeralia
- Maleiwa (Kúwai) ist der Hauptgott, der Schöpfer der Menschen und ein Kulturheld. Er ist für das Senden von Regen zuständig, spielt aber im Alltag kaum eine Rolle, da sein Name nur selten genannt wird.[25][30]
- Pulowi ist die Herrin der Unterwelt und der Tiere.
- Ein Wanulüü ist eine verstorbene Seele, die Krankheit und Tod bringt.
- „Der Regen“ besteht aus verstorbenen Seelen, die Fruchtbarkeit bringen.
- „Der Jaguar“ verkörpert die Wildheit der Natur. Nur Jaguare und Menschen können große und gefährliche Tiere, wie Kaimane und Tapire, töten.
- „Die Wasserschlange“ ist Herrscher über Wind, Donner und Blitz.
- „Der Fuchs“ kann mit Wanulüüs sprechen.
- „Der Kaiman“ kann nur von dem Jaguar oder von den Híwi getötet werden.
- „Der Boto“ (Süßwasserdelfin)
- „Der Hirsch“ war das erste Tier, das durch Kuwái in die Welt kam.
- „Die Harpyie“
- „Málike“ ist ein Hilfsgeist der Schamanen. Von Kuwai geschaffen, erscheint der Geist in der Gestalt eines Vogels.
- „Málikai“ ist ein auch Hilfsgeist wie „Málike“, der sich auch genauso manifestiert.
- Die „Geister der Unterwelt“ (Yoluja) spuken durch die Träume, beeinflussen das Verhalten der Menschen und sind die Ursache von vielen Krankheiten.

### Schöpfungsmythos

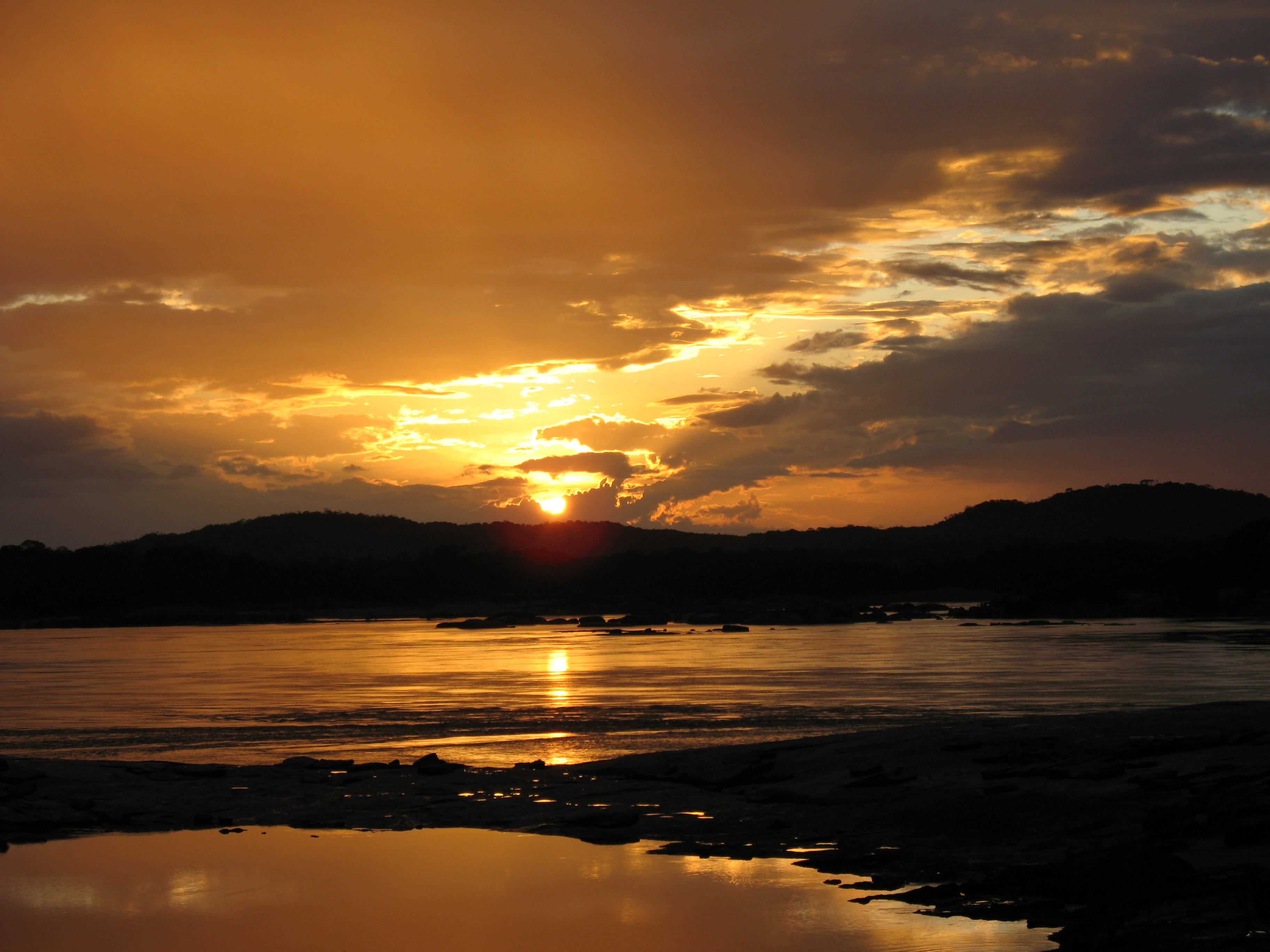
Sonnenuntergang am Orinoko (Venezuela)

Die Welt der Híwi wurde von übernatürlichen Wesen in einem einzigen Schöpfungsakt geschaffen. Der Kulturheld Maleiwa wurde aus den Überresten seiner Mutter, die vom Jaguargott gefressen wurde, geboren. Der Hirsch war das erste Tier, das durch Kúwai (Maleiwa) in die Welt kam. Er sang seinen Namen und da öffnete sich die Welt ein wenig. Dann flog er durch alle Regionen und rief alle Tiere ins Leben, indem er ihren Namen sang.
Nachdem der Jaguargott in den Wald zurückgekehrt war, schuf Maleiwa die Menschen und differenzierte die Welt, die vormals anthropomorph war. Kúwai brauchte mehrere Versuche, die Menschen zu erschaffen.
Zunächst versuchte er, sie im Regen aus Lehm zu machen, aber der Lehm zerbröckelte.
Daraufhin probierte er es mit Wachs, aber das Wachs schmolz in der Sonne.
Schließlich erschuf er sie aus hartem Holz und eine mythische Ratte gab ihnen ihre Geschlechtsorgane und die Zeugungsfähigkeit.
Zwei Seelen wurden den Hiwi gegeben, Yéthis und Húmpe. Die erste ist unsichtbar und verlässt während des Schlafs den Körper, um in den Träumen anderer Menschen zu erscheinen. Die zweite Seele reist nach dem Tod zum Heim von Kúwai (Jepira), wo sie in Reichtum und Nahrungsfülle weiterlebt.

### Tod und Jenseits
Nach der Vorstellung der Híwi sind die Menschen Teil eines verhängnisvollen Zyklus. Wenn ein Híwi stirbt ist sein Lebenszyklus noch nicht abgeschlossen. Sein Leichnam wird beerdigt und seine Seele (Húmpe) überquert den „Weg der Toten“, die Milchstraße, hinüber nach Jepira, der Insel der Toten. Zu diesem Zeitpunkt kann seine Seele noch den Lebenden erscheinen, in einer Gestalt (Yoluja) oder in den Träumen (Yéthis).
Eine Begegnung mit einem Yoluja wird als verhängnisvoll angesehen, da sie als Verbindung zu Jepira gilt. Der mythische Ort Jepira liegt im Norden am Cabo de Vela. Auf diesem Weg verändert sich sein Dasein vom bisher weltlichen Zustand des Wayúu in den Zustand des Yoluja. In Jepira angekommen, wo Alles zwar vergleichbar, aber doch ganz anders ist als das bisher bekannte Leben, sind sie „Verlorene Seelen“ und es vergeht eine sehr lange Zeit. Alles Weitere hängt dann von Juya und Pulowi ab, ob ihre Seele von einem der beiden akzeptiert wird. Ihre Seele kehrt dann entweder in Form des immer wiederkehrenden, lebenspendendem Regens auf die Erde zurück oder in Form von Wanülüü, der Krankheit und Tod bringt.

### Geisterbeschwörer
Der Suerbe-Yopo ist als Geisterbeschwörer (→ Schamane) der Hüter der Glaubensvorstellungen und der Riten, ist Wahrsager, heilt Krankheiten bei Mensch und Tier unter Zuhilferufung des medizinkundigen Wanülüü, der die Erkrankungen und Verletzungen hervorgerufen hat. Er bestimmt den Ort für den Neubau eines Hauses nach kosmologischen Grundsätzen. Ende der 1980er Jahre waren 80 % dieser spirituellen Spezialisten Frauen.
Um solch ein Geisterbeschwörer zu werden, wird der Initiand von einem anderen Suerbe-Yopo unterrichtet und er muss ihn dafür mit Vieh bezahlen. Ist die Lehrzeit abgeschlossen, findet die Initiation in einer öffentlichen Feier statt, bei der ein Geist in den Körper des Initianden fährt. Suerbe-Yopos haben zwar einen besseren Zugang zur Geisterwelt als andere Menschen, doch beeinflussen sie den Alltag spirituell kaum.

#### Ritualwerkzeuge der Híwi-Schamanen

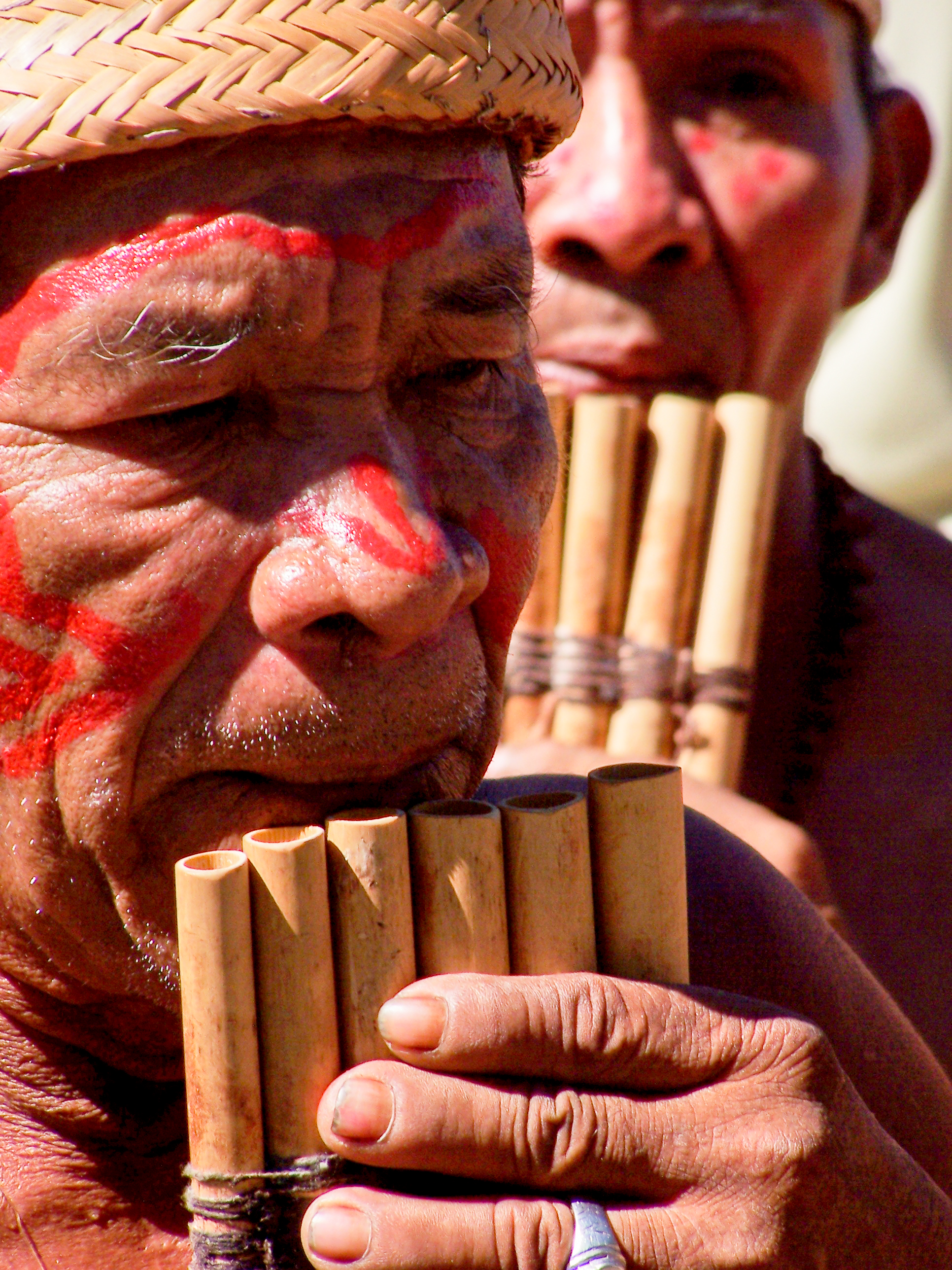
Suerbe-Yopos – die Geisterbeschwörer – mit der typischen Schilfrohr-Panflöte (jiwaburü) der Híwi

Das wichtigste Ritualwerkzeug ist die Schamanenrassel (tsiitsiito). Dieses Beschwörungsinstrument besteht aus einem Griff an dem oben eine bemalte Kalebasse, die mit Samenkörnern und magischen Kristallen (wánali-Steinchen) gefüllt ist. Oberhalb der Kalebasse befindet sich ein weiterer verzierter Holzstab, der obig mit einer Federkrone aus den schwarzen Federn des Hokko geschmückt ist.
Der Suerbe-Yopo benutzt die Rassel für Wildbeschwörung, Pflanzzauber und zur Krankenheilung. Bei schweren Krankheiten versetzt er sich mittels eines hallizugenen Schnupftabaks gefertigt aus Yopo (Anadenanthera peregrina) in Trance, um den Grund für die Krankheit zu erkennen. Die Hilfsgeister Málike und Málikai – in ihrer Manifestation als Vögel – stehen ihm dabei zur Seite. Der leichte Luftzug, den die Rassel hervorruft, ist der Atem beider Hilfsgeister, die die Krankheit „fortblasen“.
Schamanenamulette (puwonobürü) werden gefertigt aus Samenkernen, Jaguarzähnen, Pecarizähnen, Gürteltierkrallen, Federn und Baumwolle.
Jagdamulette (puwonobürü) bestehen aus Samenkernen, Jaguarzähnen, Kaimanzähnen, Pecarizähnen, Gürteltierkrallen, Tapir-Zähnen und -Klauen, Federn, Perlen aus blauem und rotem Glas, der Palmfrucht der Chiqui-Chiqui-Palme (Leopoldina piassaba) und Baumwolle. Zähne und Klauen sind im Gegensatz zu den Schamanenamuletten mit magischen Zeichen bemalt, den sogenannten „pinta del tigre“, mit denen sich der Geisterbeschwörer auch für wichtige Rituale schmückt. Diese Amulette werden von ihnen an erfolgreiche Jäger und zur Stärkung des Jagderfolgs verliehen.
Die Panflöte (jiwaburü) besteht aus zwei Teilen. Fünf der Rohre werden mit einem Bastband miteinander verbunden, das sechste, längste Rohr wird nicht mit den fünf anderen verbunden. Um die typischen Melodien zu spielen, sind zwei Flöten nötig, eine „männliche“ und eine „weibliche“. Diese Flöten umfassen eine Terz mit Halbtönen und beide ergänzen sich so, dass sie eine diatonische Tonleiter ergeben.
Die Kürbisflöte (maraca) ist des Suerbe-Yopos wichtigstes Musikinstrument. Sie wird traditionell zur Heilung verwendet. Sie besteht aus einem getrockneten Kürbis, der mit geometrischen Mustern bemalt wurde und ist oft mit einem Büschel Hokko-Federn geschmückt.
Die Schädelpfeife (oweibi) wird aus dem Schädel eines Hirsches hergestellt. Dieser wird gesäubert und bis auf eine kleine Öffnung mit Harz und Bienenwachs verschlossen. Das Geweih dient dem Spieler als Griff.

### Feste, Riten und Zeremonien
Die Híwi rufen ihre Götter selten an und selten werden religiöse Rituale ausgeführt. Sie wenden sich vor allem an die Ahnen und ihren Kulturheros Maleiwa, der manchmal mit dem „Gott der Weißen“ verwechselt wird, aber geringe Bedeutung hat. Eine Festlichkeit zu Ereignissen in der Landwirtschaft, wie Aussaat und Ernte, war der Kaa’ülayawaa (Ziegentanz). Zu dieser Zeremonie gehören oft Geschicklichkeitsspiele, Wettbewerbe und die Möglichkeit für junge Frauen und Männer sich zu treffen. Der Yonna-Tanz ist ein Paartanz zum Taktschlag einer Trommel, der bei glücklichen Ereignissen, wie der Ernte oder der Heilung durch einen Geisterbeschwörer oder beim Besuch angesehener Persönlichkeiten getanzt wird. Die wichtigsten Zeremonien der Híwi sind jedoch die Begräbnisfeierlichkeiten, sowohl das Erste Begräbnis, aber vor allem das Zweite Begräbnis.

### Christliche Missionierung
Obwohl ihre Vorstellung der Welt dualistisch ist, hatte die Vorstellung von Himmel und Hölle der christlichen Religion geringe Auswirkung auf sie. Jedoch können ihre mündliche Überlieferung, ihre Rituale und ihre Spiritualität nicht gegen die „Racionales“ („Die Vernünftigen“), wie sich die Weißen in Abgrenzung zu den Híwi nennen, bestehen.